# Prima Categoria 1920-1921
La Prima Categoria 1920-1921 è stata la 20ª edizione della massima serie del campionato italiano di calcio, disputata tra il 10 ottobre 1920 e il 24 luglio 1921 e conclusa con la vittoria della Pro Vercelli, al suo sesto titolo.

## Stagione

### Novità

#### Il campionato pletorico
Nonostante gli impegni che la Federazione aveva preso nelle prime riunioni del dopoguerra per procedere a una razionalizzazione del campionato e a una riduzione delle squadre partecipanti, al contrario nel 1920 i Comitati Regionali e le piccole squadre riuscirono a ottenere l'ennesimo ingrandimento del torneo, che raggiunse dimensioni colossali. Il mancato mantenimento delle promesse destò dei malumori, e la stampa attaccò la passata amministrazione per non essere riuscita ad attuare molti punti del suo piano innovatore, come l'«epurazione delle squadre concorrenti al campionato nazionale, la guerra al professionismo, l'incoraggiamento ed il riconoscimento dovuto alle squadre minori, ed alle società meridionali».
Nell'assemblea federale del 4 luglio 1920 gli screzi tra le varie fazioni degenerarono in rissa e portarono al ritiro di alcune società, soprattutto piemontesi, in segno di protesta per alcune decisioni messe ai voti e approvate in aperta violazione dello statuto, segnatamente l'ammissione alla riunione di alcune società non aventi titolo a parteciparvi (essendo affiliate da meno di sei mesi), ma soprattutto la proposta di spostare la sede della FIGC (nonostante all'assemblea precedente fosse stato stabilito che Torino sarebbe rimasta sede per un triennio). Nel prosieguo dell'assemblea fu approvato il trasferimento della sede a Milano, mentre furono respinte il decentramento della federazione (che avrebbe portato alla costituzione delle Leghe Nord e Sud) e la richiesta delle società toscane di essere trasferite nel campionato settentrionale, e inoltre fu discussa la questione della guerra al professionismo. Il nuovo Consiglio Federale, eletto all'assemblea e presieduto da Francesco Mauro, dichiarò che sarebbe rimasto in carica per soli tre mesi, nel corso del quale avrebbe studiato i vari piani di riforma, e che a settembre, in occasione dell'assemblea straordinaria, avrebbe rassegnato le dimissioni.
Le società che avevano abbandonato per protesta l'assemblea, entro alcune settimane, costituirono una nuova federazione, l'effimera Lega Italiana del Giuoco del Calcio, per iniziativa delle maggiori società piemontesi guidate da Juventus e Pro Vercelli, forti della presentazione del Progetto Pozzo. Tuttavia, delle maggiori squadre, solo quelle piemontesi aderirono alla Lega, alla quale si affiliarono con entusiasmo molte società minori, soprattutto piemontesi e campane, diverse delle quali non si erano mai affiliate alla FIGC. Anche a causa della mancata adesione delle società maggiori delle altre regioni, già il 25 settembre seguente, al rientro dall'insoddisfacente torneo olimpico di Anversa, le secessioniste abdicarono ai loro propositi rientrando nei ranghi federali dopo che la FIGC accettò le loro condizioni (in particolare il ritorno della sede a Torino e l'accettazione integrale del programma della Lega i cui massimi dirigenti furono posti alla presidenza della FIGC). A contribuire alla risoluzione dello scisma fu il fatto che fu dovuto a un dissidio nell'interpretazione di norme statutarie ma non a una divergenza di opinioni relativa al funzionamento dell'ente federale. Ciò fu ribadito nel corso dell'assemblea federale del 19 settembre 1920, in cui, «constatato che nessun dissenso di ordine tecnico-sportivo divide la FIGC dalle Società che hanno costituito la Lega italiana del gioco del calcio» e «considerata la suprema necessità dell'unità federale», fu stabilita la costituzione di un comitato di undici membri e tre revisori affinché trovassero un accordo con i dissidenti della LIGC. Alcuni giorni dopo, il 25 settembre, le società della LIGC, riunite in assemblea a Torino, approvarono quanto concordato con i rappresentanti della FIGC ponendo fine allo scisma.
Il successivo 2 ottobre si riunì a Torino il nuovo Consiglio Federale per suggellare la riappacificazione e per stabilire l'organizzazione dell'imminente campionato: come concordato, furono eletti alla presidenza della FIGC i membri della presidenza della disciolta LIGC e, onde limitare le ammissioni di nuove squadre al massimo campionato, fu stabilito che le società che non avessero mai disputato quantomeno il campionato di Promozione non avrebbero potuto partecipare nemmeno alle qualificazioni pre-campionato; le iscrizioni si sarebbero chiuse il 12 ottobre, mentre il campionato avrebbe avuto inizio il 24 dello stesso mese. Come stabilito sulla base dell'accordo raggiunto tra FIGC e LIGC, fu concessa un'ampia autonomia ai Comitati Regionali nella gestione dei propri rispettivi campionati di Prima Categoria, pur imponendo loro un tetto massimo di sedici giornate (incluse finali regionali). Rispetto alla stagione precedente la fase regionale fu ulteriormente espansa da 10 a 16 giornate, procrastinando inevitabilmente la definizione delle squadre qualificate alla fase nazionale. Secondo i piani iniziali, le 12 squadre ammesse alle semifinali nazionali sarebbero state suddivise in due gironi da sei squadre ciascuno, con finale di andata e di ritorno tra le vincenti, ma nel gennaio 1921, onde ridurre la durata del campionato settentrionale da 28 a 24 giornate, si decise di ammettere alle semifinali 16 squadre, suddivise in quattro gironi da quattro, mentre il quadrangolare finale tra le vincenti sarebbe stato a eliminazione diretta con partite di sola andata in campo neutro.
Nonostante la FIGC e i comitati regionali avessero respinto le domande di ammissione di diverse società, ritenute evidentemente non in regola, numerose altre società si erano attrezzate con degli impianti sportivi validi (secondo la normativa FIGC) e, dopo gli adempimenti formali (compresi gravosi adempimenti finanziari, una spesa che non tutte le società calcistiche dell'epoca potevano sostenere) e aver disputato un solo campionato di Promozione, furono velocemente inserite nel massimo campionato italiano di diritto oppure superando dei turni di qualificazione, senza contare i sommari ripescaggi. Di conseguenza, alla chiusura delle iscrizioni il 12 ottobre, risultarono ammesse alla fase regionale del massimo campionato ben 64 società nella sola Alta Italia, contro le 48 della stagione precedente. Se il Piemonte fu l'unico a lasciare il suo torneo inalterato, e la Liguria aumentò di sole due unità le sue iscritte, il Veneto e l'Emilia scissero addirittura i loro tornei in una prima fase (le eliminatorie delle eliminatorie) e in una fase finale, mentre la Lombardia, dato l'alto numero delle squadre iscritte, arrivò a istituire sei gironi preliminari al girone finale regionale.
Come conseguenza dell'alto numero di squadre ammesse, i campionati regionali terminarono solo dopo Pasqua, e quindi la Federazione fu costretta addirittura a ridurre la fase nazionale, spezzata in quattro gruppi preliminari al quadrangolare conclusivo (a eliminazione diretta) e alla finalissima da svolgersi oramai in piena estate, mentre in passato all'inizio dell'estate con l'arrivo della "canicola" tutto era già terminato da più di un mese. Questa situazione scontentò sia le grandi squadre sia la stampa sportiva, sempre più convinte che fosse necessaria una drastica riforma del campionato.

### Formula
Campionati regionali suddivisi fra ciascuno dei cinque Comitati Regionali. I posti per il campionato nazionale vengono così ripartiti: 5 al Piemonte, 4 alla Lombardia, 3 all'Emilia, 2 ciascuno a Liguria e Veneto. La fase nazionale si articola su gironi di semifinale di quattro squadre ciascuno, le cui vincitrici accedono al quadrangolare finale, il cui primo classificato deve ratificare il titolo con una finalissima.
Il vincitore del torneo centro-meridionale doveva uscire dalla sfida fra le vincitrici di due minitornei interregionali, composti dalle prime due classificate dei campionati regionali di Toscana, Lazio e Campania.

### Avvenimenti

#### Torneo settentrionale
Quella che diverrà l'ultima edizione dei campionati regionali disputata dalle grandi squadre, riservò quelle sorprese che non si erano verificate negli anni precedenti. La notizia clamorosa arrivò dal Piemonte dove la Juventus, finalista nel 1920, fu malamente eliminata vincendo soltanto quattro delle dieci gare disputate. Sempre nei territori sabaudi, anche gli ex-campioni del Casale andarono incontro a una triste sorte. E pure nelle altre Regioni non mancarono esiti insoliti per i lunghi e stancanti tornei, con grandi nomi come il Genoa e il Milan ridotti a qualificarsi sul filo del rasoio.
Il campionato nazionale, spezzettato in quattro gironcini dato lo scarso tempo rimasto, non lesinò esiti clamorosi. Saltò all'occhio il pessimo comportamento delle tre milanesi, evidentemente spossate dall'interminabile percorso che avevano dovuto precedentemente affrontare (l'Inter, di fatto, diede forfait in quattro delle sei partite del girone finale). Se anche le due genovesi non brillarono, come pure, ma questo non era certo una novità, le rappresentanti del Veneto, fu invece splendido il comportamento delle emiliane, certificando il definitivo raggiungimento da parte del calcio cispadano dei livelli di quello originario del Triangolo Industriale. Il ruolo guida fu comunque sempre quello del Piemonte, sede della Federazione e Regione di spicco del calcio italiano, che conquistò due dei tre posti in finale, senza contare il Torino costretto al ritiro dopo un infinito e indecidibile pareggio contro il Legnano.
Nel girone A il Bologna non ebbe particolari problemi a eliminare il blasonato Genoa: una vittoria e un pareggio negli scontri diretti, a cui si aggiunse il passo falso del Grifone contro un non irresistibile Milan (pareggio 2-2), furono più che sufficienti per chiudere il girone al primo posto, con tre punti di vantaggio sui genoani.
Nel girone D, invece, la Pro Vercelli ebbe la meglio per un punto sulla sorpresa del torneo, la US Torinese: gli scontri diretti terminarono con una vittoria a testa (2-0 vercellese all'andata e vittoria della Torinese 3-0 al ritorno), ma fu la Pro Vercelli a chiudere in testa il girone a causa del passo falso della Torinese contro l'Inter (uno spettacolare 4-4 con la Torinese in vantaggio 4-3 fino a un minuto dal termine ma beffata in zona cesarini dal gol del pareggio nerazzurro) e del ritiro dei lombardi nel girone di ritorno. Inter-Pro Vercelli si sarebbe dovuta disputare alla prima giornata, il 10 aprile, ma la partita fu sospesa a causa del gioco duro svolto dai vercellesi (Corna infortunò gravemente i giocatori interisti Da Sacco e Fossati mandandoli in ospedale, venendo perciò squalificato per sei mesi, mentre Ara venne espulso) e dei conseguenti incidenti (una rissa in campo punita gravemente dalla FIGC con squalifiche ai giocatori coinvolti) e rinviata alla fine del girone; tuttavia, i neroazzurri, dopo aver sconfitto il fanalino di coda del girone, la Bentegodi, e imposto il beffardo pari alla Torinese (4-4), decisero, all'inizio del girone di ritorno, di ritirarsi dal campionato, sembrerebbe perché la Federazione avrebbe deciso di ripetere la partita con la Pro Vercelli in campo invertito, dando forfait per tutte le quattro partite rimanenti da disputare: ne conseguì che la Pro Vercelli ottenne due vittorie a tavolino contro un avversario ostico come l'Inter (campione d'Italia in carica), beffando così l'US Torinese, che aveva perso un punto decisivo proprio contro i neroazzurri.
I gironi B e C, invece, furono ben più incerti e richiesero degli spareggi per deciderne le vincitrici. Nel girone B, definito da La Stampa "quello di ferro", al termine del girone di ritorno (ma con due partite ancora da recuperare), erano in testa alla classifica ben tre squadre: Alessandria, Modena e Doria; la Doria perse entrambi i recuperi contro piemontesi ed emiliani, venendo così tagliata fuori, mentre Alessandria e Modena, essendo ancora appaiati in vetta, dovettero disputare uno spareggio in cui trionfarono i piemontesi per 4-0.
Nel girone C, invece, il Legnano, dopo la vittoria nello scontro diretto all'ultima giornata, sembrava in grado di avere la meglio sul Torino, essendo in testa alla classifica a pari merito con i granata torinisti ma con una partita da recuperare contro il Mantova fanalino di coda: allorché un'inaspettata sconfitta a Mantova nel suddetto recupero impedì ai Lilla di operare il sorpasso, rendendo necessario uno spareggio tra le due compagini: esso si disputò sul neutro di Vercelli e fu sospeso sul risultato di 1-1 durante l'"oltranza", dopo ben due ore e 38 minuti di gioco. La ripetizione dello spareggio si sarebbe dovuta disputare la settimana successiva, ma le due squadre, ormai spossate, decisero di rinunciare alle Finali ritirandosi dal campionato.
Le finali si disputarono oramai in piena estate a luglio. E la Pro Vercelli, tra cui spiccavano giocatori della Nazionale come Guido Ara, ebbe buon gioco a imporsi contro le sue inesperte avversarie. Nel primo turno delle finali travolse l'Alessandria per 4-0 in una partita caratterizzata da un gioco rude e violento: già sotto per 3-0 alla fine del primo tempo (reti di Rampini al 1º minuto, Gay e Rosetta), l'Alessandria subì un quarto gol nella ripresa (siglato da Gay) e, come se non bastasse, il suo giocatore Moretti si infortunò dopo un violento contrasto con Rampini nel tentativo disperato di impedirgli di andare ancora a segno; a causa di questo incidente l'Alessandria decise di ritirarsi dall'incontro a 30 minuti dalla fine, e il risultato di 4-0 fu omologato dalla FIGC.

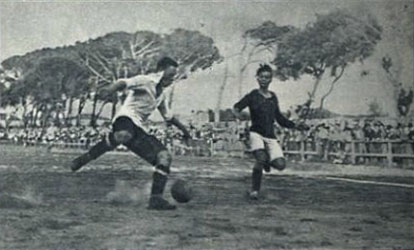
Da sinistra: il terzino vercellese Virginio Rosetta contro l'ala bolognese Alberto Pozzi, nella sfida tra e (2-1) valevole per la finale del torneo settentrionale, giocata il 17 luglio 1921 a Livorno.

Nell'ultima e decisiva partita delle Finali, contro il Bologna (2-1), la Pro Vercelli si trovò invece subito in difficoltà di fronte all'elevato tasso tecnico della squadra emiliana: al 20' del primo tempo infatti il Bologna si portò in vantaggio con Alberti su assist di Pozzi, dominando per ampi tratti del primo tempo, e il gol del pareggio vercellese, siglato da Ardissone, giunse solo nella ripresa. Poiché i tempi regolamentari terminarono sul risultato di 1-1, furono necessari i tempi supplementari, nei quali però nessuna delle due squadre riuscì a segnare; fu quindi necessario giocare "a oltranza", ovvero disputare ulteriori tempi supplementari finché una delle due squadre non avrebbe segnato (un golden goal ante litteram). Nel corso dei tempi supplementari a oltranza, il Bologna predominò per ampi tratti, prendendo d'assalto la porta avversaria, ma la Pro Vercelli, seppur in difficoltà, riuscì a difendersi bene e, in un'azione di contropiede, su rilancio di Rosetta, Rampini riuscì a segnare il gol della vittoria per i vercellesi.
Il Bologna protestò per una presunta posizione in fuorigioco del marcatore del gol decisivo: apparentemente l'arbitro Giovanni Battista Vagge avrebbe segnalato l'offside, ma la folla invase il campo e Vagge, dopo aver tentato inutilmente di fermarla, convalidò il gol, ponendo fine alla partita, quando ormai era già buio. Poco dopo l'incontro, vi fu un grave incidente: mentre un tram trasportava il pubblico verso la stazione, vennero sparati contro la vettura dei colpi di rivoltella, che ferirono alcune persone; «Fascisti!», fu urlato alla vettura; «No, Footballers!», fu risposto, e gli sparatori si eclissarono. Il Bologna presentò ricorso chiedendo l'annullamento dell'incontro in base alla presunta irregolarità del gol della vittoria vercellese, ma la Federazione lo respinse; contestualmente Vagge spiegò che non aveva fischiato il fuorigioco ma la convalida della rete. Grazie a questa vittoria, i bianchi leoni accedettero alla finalissima contro il campione centro-meridionale, il sorprendente e dinamico Pisa.

#### Torneo peninsulare
Anche quest'anno il torneo centro-meridionale fu gestito direttamente dalla Federazione, dopo che la proposta di istituzione di una Lega Sud decentrata era naufragata a causa dell'esodo effimero delle società piemontesi e dell'opposizione delle compagini toscane. Nel torneo peninsulare le favorite alla vigilia della competizione erano le toscane, soprattutto Livorno e Pisa (rispettivamente campione centro-meridionale e campione toscano nella stagione precedente). Peraltro le toscane, insieme alle emiliane, avevano dimostrato l'anno precedente di poter contendere il titolo nazionale alle compagini del Triangolo Industriale (il Livorno aveva perso solo per 3-2 la finalissima contro l'Inter giocando in inferiorità numerica gran parte dell'incontro). I progressi del calcio toscano furono confermati anche dai risultati delle amichevoli natalizie (il Livorno sconfisse addirittura il Real Madrid). Anche in considerazione dell'alto livello tecnico raggiunto, nonché per risparmiare sulle spese di trasferta (per le toscane era più economica una trasferta al Nord che non in Campania), le toscane cominciarono a esercitare pressioni affinché fossero spostate nel più prestigioso campionato settentrionale. La FIGC tuttavia si oppose in consiglio a tale richiesta pretendendo che anche per questo anno la Toscana giocasse con Lazio e Campania per rendere più competitivo il torneo centro-meridionale. Tra le possibili outsider per il titolo centromeridionale vi era la Fortitudo di Roma, che l'anno precedente aveva eliminato il Pisa e aveva perso di misura la finale contro il Livorno. I fortitudiani avevano però perso il proprio allenatore Ging, ingaggiato dal Pisa.
Le eliminatorie regionali riservarono molte sorprese: il Livorno, dopo essere stato a lungo in testa alla classifica del campionato toscano, perse la partita decisiva contro il Pisa per 3-0 facendosi superare in classifica proprio dai nerazzurri, anche se il secondo posto nel torneo toscano gli permise comunque di qualificarsi alle semifinali interregionali. Nel girone campano invece la Puteolana, che lo aveva vinto, venne squalificata e tolta dalla classifica per punirla degli incidenti in campo avvenuti nel corso dell'ultima partita del girone contro il Naples, sospesa a dieci minuti dal termine per invasione di campo dei tifosi puteolani quando la Puteolana stava perdendo per 3-0; al suo posto si qualificò, oltre allo stesso Naples, anche la Bagnolese. Nel girone laziale infine si qualificarono Fortitudo e Lazio, mentre l'Audace, semifinalista nella stagione precedente, deluse arrivando solo quinta.
Nelle semifinali interregionali si ebbe il dominio delle toscane che si sbarazzarono delle campane e delle laziali e si qualificarono entrambe alla finale. Il Pisa, in particolare, si prese la rivincita sulla Fortitudo per l'eliminazione dell'anno precedente: dopo essere stata fermata sul pari interno dai forti campioni laziali, i pisani si imposero per 2-1 nel retour match a Roma eliminando così i capitolini. La finale centro-meridionale tra Livorno e Pisa fu disputata sul neutro di Bologna il 3 luglio 1921 e vide prevalere i secondi per 1-0 (rete di Tornabuoni al 47'). Ad affrontare nella finalissima i campioni del Nord della Pro Vercelli furono dunque i nerazzurri.

#### La finalissima
La finalissima tra Pro Vercelli e Pisa si disputò il 24 luglio 1921 sul neutro di Torino. Non fu affatto facile per la Pro Vercelli battere i toscani, nonostante questi fossero stati ridotti in dieci già dai primi minuti dal grave infortunio capitato a Gnerucci in seguito a un contrasto con Rampini (all'epoca non erano previste le sostituzioni). Le ricostruzioni di parte pisana si lamentarono con l'arbitro Olivari per non aver espulso Rampini in tale circostanza, e lo stesso Gnerucci manifestò al medico che lo visitò negli spogliatoi il timore di essere stato messo fuori combattimento deliberatamente, ma le cronache della partita sui giornali piemontesi La Stampa e Gazzetta del Popolo sostengono che Rampini non ebbe responsabilità nell'infortunio. La Pro Vercelli, approfittando della superiorità numerica, dominò l'incontro costruendo numerose occasioni da rete, ma riuscì a segnare un solo gol nel primo tempo a causa dell'impeccabile prestazione del portiere pisano Gianni, considerato dai giornali dell'epoca il migliore in campo per i suoi interventi decisivi: secondo La Stampa, se ci fosse stato un portiere diverso da Gianni, la Pro Vercelli avrebbe potuto segnare chissà quante reti. La Pro Vercelli chiuse così il primo tempo in vantaggio per 1-0, ma all'inizio della ripresa il Pisa riuscì a pareggiare su rigore. Dopo il pareggio il Pisa, rinfrancato, ebbe finanche delle opportunità per andare in vantaggio ma fu la Pro Vercelli a portarsi sul 2-1 al 63' con una rete contestata dai giocatori pisani, che sostenevano che il gol fosse irregolare per fuorigioco. Un giocatore del Pisa, Viale, fu espulso dall'arbitro Olivari per le eccessive proteste in seguito alla convalida della rete, lasciando la propria squadra in nove. Sfruttando la doppia superiorità numerica, la Pro Vercelli riuscì a mantenere il vantaggio fino alla fine, rischiando anzi di incrementarlo con ulteriori occasioni sventate dal portiere avversario Gianni. La partita finì 2-1 per la Pro Vercelli che si laureò così Campione d'Italia per la sesta volta. Il Pisa protestò sia per la scelta di Torino (molto più vicina a Vercelli che non a Pisa) come "campo neutro", sia per l'arbitraggio (ritenuto dai pisani di parte e favorevole alla Pro Vercelli), e chiese la ripetizione della finalissima in altro luogo con un arbitro diverso, ma la federazione respinse tale reclamo, anche se solo diversi mesi dopo la fine del torneo, e il titolo di "Campioni d'Italia" andò alla Pro Vercelli.

## Qualificazioni pre-campionato

### Liguria
|            | Risultati |                  | Luogo e data            |
| ---------- | --------- | ---------------- | ----------------------- |
| Rivarolese | 2-0       | Sestrese         | Savona, 10 ottobre 1920 |
| Rivarolese | 2-1       | Serenitas Spezia | ?, 17 ottobre 1920      |
| Sestrese   | 3-1       | Serenitas Spezia | ?, 24 ottobre 1920      |
|            |           |                  |                         |

- Rivarolese pt. 4 e Sestrese pt. 2 ammesse in Prima Categoria[38].

## Torneo settentrionale

### Campionati regionali di qualificazione

#### Sezione emiliana
Gestito dal Comitato Regionale Emiliano, sede: Bologna.

##### Girone A

###### Squadre partecipanti
| Club     | Stagione | Città         | Stadio                    | Stagione precedente          |
| -------- | -------- | ------------- | ------------------------- | ---------------------------- |
| Carpi    | dettagli | Carpi (MO)    | -                         | -                            |
| Modena   | dettagli | Modena        | Campo di viale Fontanelli | -                            |
| Parma    | dettagli | Parma         | Piazza d'armi             | 2º nella Promozione emiliana |
| Piacenza | dettagli | Piacenza      | Campo Barriera Genova     | 1º nella Promozione emiliana |
| Reggiana | dettagli | Reggio Emilia | Stadio Mirabello          | 3º nella Promozione emiliana |

###### Classifica finale
|  | Pos. | Squadra  | Pt | G | V | N | P | GF | GS |
|  | ---- | -------- | -- | - | - | - | - | -- | -- |
|  | 1.   | Modena   | 13 | 8 | 6 | 1 | 1 | 28 | 7  |
|  | 2.   | Parma    | 11 | 8 | 5 | 1 | 2 | 27 | 13 |
|  | 3.   | Piacenza | 9  | 8 | 3 | 3 | 2 | 19 | 18 |
|  | 4.   | Reggiana | 4  | 8 | 1 | 2 | 5 | 7  | 29 |
|  | 5.   | Carpi    | 3  | 8 | 1 | 1 | 6 | 14 | 28 |

Legenda:
      Finalista regionale e qualificato ai gironi di semifinale.
  Qualificato alle finali regionali.
Regolamento:
Due punti a vittoria, uno a pareggio, zero a sconfitta.
Note:

###### Risultati
| andata (1ª) | andata (1ª)   | Prima giornata  | ritorno (6ª) | ritorno (6ª) |
|             |               |                 |              |              |
| 24 ott.     | 0-5           | Reggiana-Modena | 0-6          | 12 dic.      |
| 24 ott.     | 1-6           | Carpi-Piacenza  | 3-4          | 12 dic.      |
| 24 ott.     | Riposa: Parma |                 |              | 12 dic.      |

| andata (2ª) | andata (2ª)      | Seconda giornata | ritorno (7ª) | ritorno (7ª) |
|             |                  |                  |              |              |
| 31 ott.     | 1-2              | Carpi-Modena     | 0-6          | 19 dic.      |
| 31 ott.     | 5-1              | Parma-Reggiana   | 2-3          | 23 gen.      |
| 31 ott.     | Riposa: Piacenza |                  |              | 23 gen.      |

| andata (1ª) | andata (1ª)   | Prima giornata  | ritorno (6ª) | ritorno (6ª) |
|             |               |                 |              |              |
| 24 ott.     | 0-5           | Reggiana-Modena | 0-6          | 12 dic.      |
| 24 ott.     | 1-6           | Carpi-Piacenza  | 3-4          | 12 dic.      |
| 24 ott.     | Riposa: Parma |                 |              | 12 dic.      |

| andata (2ª) | andata (2ª)      | Seconda giornata | ritorno (7ª) | ritorno (7ª) |
|             |                  |                  |              |              |
| 31 ott.     | 1-2              | Carpi-Modena     | 0-6          | 19 dic.      |
| 31 ott.     | 5-1              | Parma-Reggiana   | 2-3          | 23 gen.      |
| 31 ott.     | Riposa: Piacenza |                  |              | 23 gen.      |

| andata (3ª) | andata (3ª)      | Terza giornata  | ritorno (8ª) | ritorno (8ª) |
|             |                  |                 |              |              |
| 7 nov.      | 3-0              | Modena-Piacenza | 2-2          | 16 gen.      |
| 7 nov.      | 1-3              | Carpi-Parma     | 0-6          | 26 dic.      |
| 7 nov.      | Riposa: Reggiana |                 |              | 26 dic.      |

| andata (4ª) | andata (4ª)    | Quarta giornata | ritorno (9ª) | ritorno (9ª) |
|             |                |                 |              |              |
| 14 nov.     | 1-1            | Reggiana-Carpi  | 0-7          | 2 gen.       |
| 14 nov.     | 3-3            | Piacenza-Parma  | 1-4          | 2 gen.       |
| 14 nov.     | Riposa: Modena |                 |              | 2 gen.       |

| andata (3ª) | andata (3ª)      | Terza giornata  | ritorno (8ª) | ritorno (8ª) |
|             |                  |                 |              |              |
| 7 nov.      | 3-0              | Modena-Piacenza | 2-2          | 16 gen.      |
| 7 nov.      | 1-3              | Carpi-Parma     | 0-6          | 26 dic.      |
| 7 nov.      | Riposa: Reggiana |                 |              | 26 dic.      |

| andata (4ª) | andata (4ª)    | Quarta giornata | ritorno (9ª) | ritorno (9ª) |
|             |                |                 |              |              |
| 14 nov.     | 1-1            | Reggiana-Carpi  | 0-7          | 2 gen.       |
| 14 nov.     | 3-3            | Piacenza-Parma  | 1-4          | 2 gen.       |
| 14 nov.     | Riposa: Modena |                 |              | 2 gen.       |

| \| andata (5ª) \| andata (5ª) \| Quinta giornata \| ritorno (10ª) \| ritorno (10ª) \| \| \| \| \| \| \| \| 21 nov. \| 4-1 \| Parma-Modena \| 0-3 \| 9 gen. \| \| 21 nov. \| 2-1 \| Piacenza-Reggiana \| 1-1 \| 9 gen. \| \| 21 nov. \| Riposa: Carpi \| \| \| 9 gen. \| |               |                   |               |               |
| andata (5ª) | andata (5ª)   | Quinta giornata   | ritorno (10ª) | ritorno (10ª) |
| |               |                   |               |               |
| 21 nov. | 4-1           | Parma-Modena      | 0-3           | 9 gen.        |
| 21 nov. | 2-1           | Piacenza-Reggiana | 1-1           | 9 gen.        |
| 21 nov. | Riposa: Carpi |                   |               | 9 gen.        |

| andata (5ª) | andata (5ª)   | Quinta giornata   | ritorno (10ª) | ritorno (10ª) |
|             |               |                   |               |               |
| 21 nov.     | 4-1           | Parma-Modena      | 0-3           | 9 gen.        |
| 21 nov.     | 2-1           | Piacenza-Reggiana | 1-1           | 9 gen.        |
| 21 nov.     | Riposa: Carpi |                   |               | 9 gen.        |

##### Girone B

###### Squadre partecipanti
| Club             | Stagione | Città   | Stadio                   | Stagione precedente          |
| ---------------- | -------- | ------- | ------------------------ | ---------------------------- |
| Bologna          | dettagli | Bologna | Stadio Sterlino (55x100) | -                            |
| Mantova          | dettagli | Mantova | Campo dell'Ippodromo Te  | -                            |
| Nazionale Emilia | dettagli | Bologna | Campo della Cesoia       | -                            |
| SPAL             | dettagli | Ferrara | Campo di Piazza d'Armi   | 4º nella Promozione emiliana |
| Virtus Bolognese | dettagli | Bologna | -                        | -                            |

###### Classifica finale
|  | Pos. | Squadra          | Pt | G | V | N | P | GF | GS |
|  | ---- | ---------------- | -- | - | - | - | - | -- | -- |
|  | 1.   | Bologna          | 15 | 8 | 7 | 1 | 0 | 25 | 5  |
|  | 2.   | Mantova          | 12 | 8 | 5 | 2 | 1 | 14 | 6  |
|  | 3.   | SPAL             | 7  | 8 | 2 | 3 | 3 | 6  | 14 |
|  | 4.   | Virtus Bolognese | 5  | 8 | 2 | 1 | 5 | 8  | 15 |
|  | 5.   | Nazionale Emilia | 1  | 8 | 0 | 1 | 7 | 4  | 17 |

Legenda:
      Finalista regionale e qualificato ai gironi di semifinale.
  Qualificato alle finali regionali.
      Retrocesso in Promozione, abbandona la FIGC per la CCI.
Regolamento:
Due punti a vittoria, uno a pareggio, zero a sconfitta.
Note:
Il Mantova si qualificò ai gironi di semifinale dopo spareggi con la seconda dell'altro girone.

###### Risultati
| andata (1ª) | andata (1ª)              | Prima giornata           | ritorno (6ª) | ritorno (6ª) |
|             |                          |                          |              |              |
| 24 ott.     | 0-3                      | SPAL-Bologna             | 0-6          | 12 dic.      |
| 24 ott.     | 1-3                      | Virtus Bolognese-Mantova | 1-4          | 12 dic.      |
| 24 ott.     | Riposa: Nazionale Emilia |                          |              | 12 dic.      |

| andata (2ª) | andata (2ª)     | Seconda giornata         | ritorno (7ª) | ritorno (7ª) |
|             |                 |                          |              |              |
| 31 ott.     | 2-1             | Bologna-Virtus Bolognese | 3-0          | 23 gen.      |
| 28 nov.     | 2-0             | SPAL-Nazionale Emilia    | 1-1          | 19 dic.      |
| 28 nov.     | Riposa: Mantova |                          |              | 19 dic.      |

| andata (1ª) | andata (1ª)              | Prima giornata           | ritorno (6ª) | ritorno (6ª) |
|             |                          |                          |              |              |
| 24 ott.     | 0-3                      | SPAL-Bologna             | 0-6          | 12 dic.      |
| 24 ott.     | 1-3                      | Virtus Bolognese-Mantova | 1-4          | 12 dic.      |
| 24 ott.     | Riposa: Nazionale Emilia |                          |              | 12 dic.      |

| andata (2ª) | andata (2ª)     | Seconda giornata         | ritorno (7ª) | ritorno (7ª) |
|             |                 |                          |              |              |
| 31 ott.     | 2-1             | Bologna-Virtus Bolognese | 3-0          | 23 gen.      |
| 28 nov.     | 2-0             | SPAL-Nazionale Emilia    | 1-1          | 19 dic.      |
| 28 nov.     | Riposa: Mantova |                          |              | 19 dic.      |

| andata (3ª) | andata (3ª)       | Terza giornata           | ritorno (8ª) | ritorno (8ª) |
|             |                   |                          |              |              |
| 14 nov.     | 1-4               | Nazionale Emilia-Bologna | 1-4          | 2 gen.       |
| 14 nov.     | 1-1               | Mantova-SPAL             | 2-0          | 2 gen.       |
| 14 nov.     | Riposa: Bolognese |                          |              | 2 gen.       |

| andata (4ª) | andata (4ª)  | Quarta giornata                   | ritorno (9ª) | ritorno (9ª) |
|             |              |                                   |              |              |
| 21 nov.     | 1-1          | Mantova-Bologna                   | 1-2          | 9 gen.       |
| 21 nov.     | 1-0          | Virtus Bolognese-Nazionale Emilia | 3-1          | 9 gen.       |
| 21 nov.     | Riposa: SPAL |                                   |              | 9 gen.       |

| andata (3ª) | andata (3ª)       | Terza giornata           | ritorno (8ª) | ritorno (8ª) |
|             |                   |                          |              |              |
| 14 nov.     | 1-4               | Nazionale Emilia-Bologna | 1-4          | 2 gen.       |
| 14 nov.     | 1-1               | Mantova-SPAL             | 2-0          | 2 gen.       |
| 14 nov.     | Riposa: Bolognese |                          |              | 2 gen.       |

| andata (4ª) | andata (4ª)  | Quarta giornata                   | ritorno (9ª) | ritorno (9ª) |
|             |              |                                   |              |              |
| 21 nov.     | 1-1          | Mantova-Bologna                   | 1-2          | 9 gen.       |
| 21 nov.     | 1-0          | Virtus Bolognese-Nazionale Emilia | 3-1          | 9 gen.       |
| 21 nov.     | Riposa: SPAL |                                   |              | 9 gen.       |

| \| andata (5ª) \| andata (5ª) \| Quinta giornata \| ritorno (10ª) \| ritorno (10ª) \| \| \| \| \| \| \| \| 28 nov. \| 1-0 \| SPAL-Virtus Bolognese \| 1-1 \| 16 gen. \| \| 30 gen. \| 0-1 \| Nazionale Emilia-Mantova \| 0-1 \| 16 gen. \| \| 30 gen. \| Riposa: Bologna \| \| \| 16 gen. \| |                 |                          |               |               |
| andata (5ª) | andata (5ª)     | Quinta giornata          | ritorno (10ª) | ritorno (10ª) |
| |                 |                          |               |               |
| 28 nov. | 1-0             | SPAL-Virtus Bolognese    | 1-1           | 16 gen.       |
| 30 gen. | 0-1             | Nazionale Emilia-Mantova | 0-1           | 16 gen.       |
| 30 gen. | Riposa: Bologna |                          |               | 16 gen.       |

| andata (5ª) | andata (5ª)     | Quinta giornata          | ritorno (10ª) | ritorno (10ª) |
|             |                 |                          |               |               |
| 28 nov.     | 1-0             | SPAL-Virtus Bolognese    | 1-1           | 16 gen.       |
| 30 gen.     | 0-1             | Nazionale Emilia-Mantova | 0-1           | 16 gen.       |
| 30 gen.     | Riposa: Bologna |                          |               | 16 gen.       |

##### Finali regionali

###### Primo posto
Per il titolo di campione regionale emiliano si scontrarono le prime classificate dei due gironi. Prevalse il Bologna dopo una partita di replay.
|         | Risultati |         | Luogo e data             |
| ------- | --------- | ------- | ------------------------ |
| Bologna | 10-1      | Modena  | Bologna, 6 febbraio 1921 |
| Modena  | 1-0       | Bologna | Modena, 13 marzo 1921    |
| Bologna | 1-0 (dts) | Modena  | Ferrara, 3 aprile 1921   |
|         |           |         |                          |

###### Terzo posto
Per determinare la terza squadra emiliana ad avere accesso al girone di semifinale si disputò uno spareggio tra le seconde classificate dei due gironi. Il Mantova ebbe la meglio.
|         | Risultati |         | Luogo e data              |
| ------- | --------- | ------- | ------------------------- |
| Parma   | 0-1       | Mantova | Parma, 2 febbraio 1921    |
| Mantova | 4-0       | Parma   | Mantova, 20 febbraio 1921 |
|         |           |         |                           |

###### Nono posto
|       | Risultati |                  | Luogo e data       |
| ----- | --------- | ---------------- | ------------------ |
| Carpi | ?-?       | Nazionale Emilia | ?, ? febbraio 1921 |
|       |           |                  |                    |

Nota: il confronto coi regolamenti dello speculare campionato veneto, e soprattutto della sottostante Promozione con una sola promossa, rende del tutto logico che il Carpi non sia retrocesso e ripescato ma che abbia vinto la qualificazione per il nono posto come il Treviso. Non è stata tuttavia ancora trovata traccia di tale sfida.

#### Sezione ligure
Gestito dal Comitato Regionale Ligure, sede: Genova.

##### Squadre partecipanti
| Club            | Stagione | Città                 | Stadio                                               | Stagione precedente        |
| --------------- | -------- | --------------------- | ---------------------------------------------------- | -------------------------- |
| Andrea Doria    | dettagli | Genova                | Campo sportivo della Cajenna                         | -                          |
| Genoa           | dettagli | Genova                | Campo Genoa Cricket & Football Club in via del Piano | -                          |
| Rivarolese      | dettagli | Rivarolo Ligure (GE)  | Campo "Torbella"                                     | 2ª nella Promozione ligure |
| Sampierdarenese | dettagli | San Pier d'Arena (GE) | Stadio di Villa Scassi                               | -                          |
| Savona          | dettagli | Savona (GE)           | Campo di via Frugoni                                 | -                          |
| Sestrese        | dettagli | Sestri Ponente (GE)   | Campo sportivo di via Tripoli                        | 3ª nella Promozione ligure |
| Spes Genova     | dettagli | Genova                | -                                                    | -                          |
| Spezia          | dettagli | La Spezia (GE)        | Stadio Alberto Picco                                 | 1º nella Promozione ligure |

##### Classifica finale
|  | Pos. | Squadra         | Pt | G  | V | N | P  | GF | GS |
|  | ---- | --------------- | -- | -- | - | - | -- | -- | -- |
|  | 1.   | Andrea Doria    | 22 | 14 | 9 | 4 | 1  | 33 | 9  |
|  | 2.   | Genoa           | 19 | 14 | 8 | 3 | 3  | 23 | 8  |
|  | 3.   | Spezia          | 17 | 14 | 6 | 5 | 3  | 17 | 9  |
|  | 3.   | Savona          | 17 | 14 | 6 | 5 | 3  | 15 | 12 |
|  | 5.   | Sampierdarenese | 16 | 14 | 7 | 2 | 5  | 17 | 15 |
|  | 6.   | Spes Genova     | 12 | 14 | 5 | 2 | 7  | 16 | 27 |
|  | 7.   | Sestrese        | 9  | 14 | 2 | 5 | 7  | 11 | 23 |
|  | 8.   | Rivarolese      | 0  | 14 | 0 | 0 | 14 | 3  | 32 |

Legenda:
      Qualificato ai gironi di semifinale.
      Retrocesso in Promozione 1921-1922.
Regolamento:
Due punti a vittoria, uno a pareggio, zero a sconfitta.
Note:
L'Andrea Doria è campione regionale ligure.
La Rivarolese, squalificata dal campionato in seguito agli incidenti nella partita contro il Savona, perse le rimanenti partite da disputare a tavolino e, in quanto ultima classificata, avrebbe dovuto retrocedere, ma fu poi riammessa a integrazione dei quadri F.I.G.C. 1921-1922 resasi necessaria per le dimissioni dei primi quattro club classificati.

##### Risultati
| andata (1ª) | andata (1ª) | Prima giornata              | ritorno (8ª) | ritorno (8ª) |
|             |             |                             |              |              |
| 2 gen.      | 0-1         | Spes Genova-Sampierdarenese | 0-1          | 16 gen.      |
| 31 ott.     | 1-1         | Genoa-Sestrese              | 3-0          | 16 gen.      |
| 31 ott.     | 1-0         | Savona-Spezia               | 0-0          | 16 gen.      |
| 31 ott.     | 3-1         | Andrea Doria-Rivarolese     | 2-0          | 16 gen.      |

| andata (2ª) | andata (2ª) | Seconda giornata             | ritorno (9ª) | ritorno (9ª) |
|             |             |                              |              |              |
| 14 nov.     | 1-4         | Sampierdarenese-Andrea Doria | 0-1          | 23 gen.      |
| 2 gen.      | 0-2         | Rivarolese-Savona            | 0-2          | 23 gen.      |
| 14 nov.     | 1-0         | Genoa-Spezia                 | 1-1          | 23 gen.      |
| 14 nov.     | 3-1         | Spes Genova-Sestrese         | 2-0          | 23 gen.      |

| andata (1ª) | andata (1ª) | Prima giornata              | ritorno (8ª) | ritorno (8ª) |
|             |             |                             |              |              |
| 2 gen.      | 0-1         | Spes Genova-Sampierdarenese | 0-1          | 16 gen.      |
| 31 ott.     | 1-1         | Genoa-Sestrese              | 3-0          | 16 gen.      |
| 31 ott.     | 1-0         | Savona-Spezia               | 0-0          | 16 gen.      |
| 31 ott.     | 3-1         | Andrea Doria-Rivarolese     | 2-0          | 16 gen.      |

| andata (2ª) | andata (2ª) | Seconda giornata             | ritorno (9ª) | ritorno (9ª) |
|             |             |                              |              |              |
| 14 nov.     | 1-4         | Sampierdarenese-Andrea Doria | 0-1          | 23 gen.      |
| 2 gen.      | 0-2         | Rivarolese-Savona            | 0-2          | 23 gen.      |
| 14 nov.     | 1-0         | Genoa-Spezia                 | 1-1          | 23 gen.      |
| 14 nov.     | 3-1         | Spes Genova-Sestrese         | 2-0          | 23 gen.      |

| andata (3ª) | andata (3ª) | Terza giornata           | ritorno (10ª) | ritorno (10ª) |
|             |             |                          |               |               |
| 21 nov.     | 1-1         | Sestrese-Savona          | 0-1           | 30 gen.       |
| 21 nov.     | 2-0         | Andrea Doria-Spes Genova | 7-1           | 30 gen.       |
| 21 nov.     | 0-1         | Genoa-Sampierdarenese    | 2-0           | 30 gen.       |
| 21 nov.     | 3-1         | Spezia-Rivarolese        | 2-0           | 30 gen.       |

| andata (4ª) | andata (4ª) | Quarta giornata          | ritorno (11ª) | ritorno (11ª) |
|             |             |                          |               |               |
| 9 gen.      | 1-1         | Andrea Doria-Spezia      | 1-1           | 6 feb.        |
| 9 gen.      | 2-0         | Genoa-Rivarolese         | 2-0           | 6 feb.        |
| 9 gen.      | 2-1         | Sampierdarenese-Sestrese | 1-1           | 6 feb.        |
| 9 gen.      | 3-1         | Savona-Spes Genova       | 1-1           | 6 feb.        |

| andata (3ª) | andata (3ª) | Terza giornata           | ritorno (10ª) | ritorno (10ª) |
|             |             |                          |               |               |
| 21 nov.     | 1-1         | Sestrese-Savona          | 0-1           | 30 gen.       |
| 21 nov.     | 2-0         | Andrea Doria-Spes Genova | 7-1           | 30 gen.       |
| 21 nov.     | 0-1         | Genoa-Sampierdarenese    | 2-0           | 30 gen.       |
| 21 nov.     | 3-1         | Spezia-Rivarolese        | 2-0           | 30 gen.       |

| andata (4ª) | andata (4ª) | Quarta giornata          | ritorno (11ª) | ritorno (11ª) |
|             |             |                          |               |               |
| 9 gen.      | 1-1         | Andrea Doria-Spezia      | 1-1           | 6 feb.        |
| 9 gen.      | 2-0         | Genoa-Rivarolese         | 2-0           | 6 feb.        |
| 9 gen.      | 2-1         | Sampierdarenese-Sestrese | 1-1           | 6 feb.        |
| 9 gen.      | 3-1         | Savona-Spes Genova       | 1-1           | 6 feb.        |

| andata (5ª) | andata (5ª) | Quinta giornata        | ritorno (12ª) | ritorno (12ª) |
|             |             |                        |               |               |
| 5 dic.      | 1-1         | Spes Genova-Genoa      | 0-5           | 13 mar.       |
| 5 dic.      | 2-0         | Spezia-Sampierdarenese | 1-0           | 13 mar.       |
| 5 dic.      | 2-0         | Andrea Doria-Savona    | 0-0           | 13 mar.       |
| 5 dic.      | 0-2         | Rivarolese-Sestrese    | 0-2           | 13 mar.       |

| andata (6ª) | andata (6ª) | Sesta giornata             | ritorno (13ª) | ritorno (13ª) |
|             |             |                            |               |               |
| 13 dic.     | 1-1         | Sestrese-Andrea Doria      | 1-6           | 20 mar.       |
| 13 dic.     | 1-4         | Rivarolese-Sampierdarenese | 0-2           | 20 mar.       |
| 13 dic.     | 2-1         | Savona-Genoa               | 0-2           | 3 apr.        |
| 13 dic.     | 2-0         | Spes Genova-Spezia         | 1-4           | 20 mar.       |

| andata (5ª) | andata (5ª) | Quinta giornata        | ritorno (12ª) | ritorno (12ª) |
|             |             |                        |               |               |
| 5 dic.      | 1-1         | Spes Genova-Genoa      | 0-5           | 13 mar.       |
| 5 dic.      | 2-0         | Spezia-Sampierdarenese | 1-0           | 13 mar.       |
| 5 dic.      | 2-0         | Andrea Doria-Savona    | 0-0           | 13 mar.       |
| 5 dic.      | 0-2         | Rivarolese-Sestrese    | 0-2           | 13 mar.       |

| andata (6ª) | andata (6ª) | Sesta giornata             | ritorno (13ª) | ritorno (13ª) |
|             |             |                            |               |               |
| 13 dic.     | 1-1         | Sestrese-Andrea Doria      | 1-6           | 20 mar.       |
| 13 dic.     | 1-4         | Rivarolese-Sampierdarenese | 0-2           | 20 mar.       |
| 13 dic.     | 2-1         | Savona-Genoa               | 0-2           | 3 apr.        |
| 13 dic.     | 2-0         | Spes Genova-Spezia         | 1-4           | 20 mar.       |

| \| andata (7ª) \| andata (7ª) \| Settima giornata \| ritorno (14ª) \| ritorno (14ª) \| \| \| \| \| \| \| \| 19 dic. \| 2-0 \| Andrea Doria-Genoa \| 0-2 \| 27 mar. \| \| 19 dic. \| 2-0 \| Sampierdarenese-Savona \| 2-2 \| 27 mar. \| \| 19 dic. \| 2-0 \| Spes Genova-Rivarolese[50] \| 2-0 \| 27 mar. \| \| 19 dic. \| 3-0 \| Spezia-Sestrese \| 0-0 \| 27 mar. \| |             |                        |               |               |
| andata (7ª) | andata (7ª) | Settima giornata       | ritorno (14ª) | ritorno (14ª) |
| |             |                        |               |               |
| 19 dic. | 2-0         | Andrea Doria-Genoa     | 0-2           | 27 mar.       |
| 19 dic. | 2-0         | Sampierdarenese-Savona | 2-2           | 27 mar.       |
| 19 dic. | 2-0         | Spes Genova-Rivarolese | 2-0           | 27 mar.       |
| 19 dic. | 3-0         | Spezia-Sestrese        | 0-0           | 27 mar.       |

| andata (7ª) | andata (7ª) | Settima giornata       | ritorno (14ª) | ritorno (14ª) |
|             |             |                        |               |               |
| 19 dic.     | 2-0         | Andrea Doria-Genoa     | 0-2           | 27 mar.       |
| 19 dic.     | 2-0         | Sampierdarenese-Savona | 2-2           | 27 mar.       |
| 19 dic.     | 2-0         | Spes Genova-Rivarolese | 2-0           | 27 mar.       |
| 19 dic.     | 3-0         | Spezia-Sestrese        | 0-0           | 27 mar.       |

#### Sezione lombarda
Gestito dal Comitato Regionale Lombardo, sede: Milano.

##### Girone A

###### Squadre partecipanti
| Club              | Stagione | Città              | Stadio                       | Stagione precedente                       |
| ----------------- | -------- | ------------------ | ---------------------------- | ----------------------------------------- |
| Ausonia Pro Gorla | dettagli | Gorlaprecotto (MI) | Campo Pro Gorla, viale Monza | 6º nel girone A lombardo di 1ª Cat.       |
| Casteggio         | dettagli | Casteggio (PV)     |                              | 5º nella finale della Promozione lombarda |
| Inter             | dettagli | Milano             | Campo di via Goldoni         | Campione d'Italia                         |
| Legnanesi         | dettagli | Legnano (MI)       | Campo di via Lodi            | 1º nella finale della Promozione lombarda |

###### Classifica finale
|  | Pos. | Squadra           | Pt | G | V | N | P | GF | GS | DR  |
|  | ---- | ----------------- | -- | - | - | - | - | -- | -- | --- |
|  | 1.   | Inter             | 12 | 6 | 6 | 0 | 0 | 47 | 8  | +39 |
|  | 2.   | Casteggio         | 7  | 6 | 3 | 1 | 2 | 18 | 12 | +6  |
|  | 3.   | Legnanesi         | 5  | 6 | 2 | 1 | 3 | 16 | 20 | -4  |
|  | 4.   | Ausonia Pro Gorla | 0  | 6 | 0 | 0 | 6 | 1  | 42 | -41 |

Legenda:
      Qualificato al girone finale regionale.
      Retrocessa e sciolta a fine stagione.
Regolamento:
Due punti a vittoria, uno a pareggio, zero a sconfitta.

###### Risultati
| andata (1ª) | andata (1ª) | Prima giornata              | ritorno (4ª) | ritorno (4ª) |
|             |             |                             |              |              |
| 24 ott.     | 5-3         | Inter-Casteggio             | 4-3          | 14 nov.      |
| 24 ott.     | 0-7         | Ausonia Pro Gorla-Legnanesi | 0-5          | 14 nov.      |

| andata (2ª) | andata (2ª) | Seconda giornata        | ritorno (5ª) | ritorno (5ª) |
|             |             |                         |              |              |
| 31 ott.     | 3-1         | Casteggio-Legnanesi     | 2-2          | 21 nov.      |
| 31 ott.     | 9-0         | Inter-Ausonia Pro Gorla | 14-0         | 21 nov.      |

| andata (1ª) | andata (1ª) | Prima giornata              | ritorno (4ª) | ritorno (4ª) |
|             |             |                             |              |              |
| 24 ott.     | 5-3         | Inter-Casteggio             | 4-3          | 14 nov.      |
| 24 ott.     | 0-7         | Ausonia Pro Gorla-Legnanesi | 0-5          | 14 nov.      |

| andata (2ª) | andata (2ª) | Seconda giornata        | ritorno (5ª) | ritorno (5ª) |
|             |             |                         |              |              |
| 31 ott.     | 3-1         | Casteggio-Legnanesi     | 2-2          | 21 nov.      |
| 31 ott.     | 9-0         | Inter-Ausonia Pro Gorla | 14-0         | 21 nov.      |

| \| andata (3ª) \| andata (3ª) \| Terza giornata \| ritorno (6ª) \| ritorno (6ª) \| \| \| \| \| \| \| \| 7 nov. \| 2-3 \| Legnanesi-Inter \| 0-12 \| 28 nov. \| \| 7 nov. \| 5-0 \| Casteggio-Ausonia Pro Gorla \| 2-1 \| 28 nov. \| |             |                             |              |              |
| andata (3ª) | andata (3ª) | Terza giornata              | ritorno (6ª) | ritorno (6ª) |
| |             |                             |              |              |
| 7 nov. | 2-3         | Legnanesi-Inter             | 0-12         | 28 nov.      |
| 7 nov. | 5-0         | Casteggio-Ausonia Pro Gorla | 2-1          | 28 nov.      |

| andata (3ª) | andata (3ª) | Terza giornata              | ritorno (6ª) | ritorno (6ª) |
|             |             |                             |              |              |
| 7 nov.      | 2-3         | Legnanesi-Inter             | 0-12         | 28 nov.      |
| 7 nov.      | 5-0         | Casteggio-Ausonia Pro Gorla | 2-1          | 28 nov.      |

##### Girone B

###### Squadre partecipanti
| Club       | Stagione | Città              | Stadio                     | Stagione precedente                       |
| ---------- | -------- | ------------------ | -------------------------- | ----------------------------------------- |
| Cremonese  | dettagli | Cremona            | Campo di via Persico       | 6º nel girone A di 1ª Cat. Lombarda       |
| Milan      | dettagli | Milano             | Campo di viale Lombardia   | 4º nella semifinale A di 1ª Cat.          |
| Monza      | dettagli | Monza (MI)         | Campo delle Grazie Vecchie | 2º nella finale della Promozione lombarda |
| Pro Patria | dettagli | Busto Arsizio (MI) | Stadium di via Valle Olona | 4º nella finale della Promozione lombarda |

###### Classifica finale
|  | Pos. | Squadra    | Pt | G | V | N | P | GF | GS | DR  |
|  | ---- | ---------- | -- | - | - | - | - | -- | -- | --- |
|  | 1.   | Milan      | 11 | 6 | 5 | 1 | 0 | 21 | 5  | +16 |
|  | 2.   | Pro Patria | 8  | 6 | 4 | 0 | 2 | 10 | 10 | 0   |
|  | 3.   | Cremonese  | 5  | 6 | 2 | 1 | 3 | 9  | 9  | 0   |
|  | 4.   | Monza      | 0  | 6 | 0 | 0 | 6 | 2  | 18 | -16 |

Legenda:
      Qualificato al girone finale regionale.
Regolamento:
Due punti a vittoria, uno a pareggio, zero a sconfitta.
Note:
Qualificazioni salvezza non più necessarie.

###### Risultati
| andata (1ª) | andata (1ª) | Prima giornata       | ritorno (4ª) | ritorno (4ª) |
|             |             |                      |              |              |
| 24 ott.     | 1-4         | Monza-Milan          | 0-5          | 14 nov.      |
| 24 ott.     | 1-2         | Cremonese-Pro Patria | 0-3          | 14 nov.      |

| andata (2ª) | andata (2ª) | Seconda giornata | ritorno (5ª) | ritorno (5ª) |
|             |             |                  |              |              |
| 31 ott.     | 2-2         | Milan-Cremonese  | 2-1          | 21 nov.      |
| 31 ott.     | 2-1         | Pro Patria-Monza | 2-0          | 21 nov.      |

| andata (1ª) | andata (1ª) | Prima giornata       | ritorno (4ª) | ritorno (4ª) |
|             |             |                      |              |              |
| 24 ott.     | 1-4         | Monza-Milan          | 0-5          | 14 nov.      |
| 24 ott.     | 1-2         | Cremonese-Pro Patria | 0-3          | 14 nov.      |

| andata (2ª) | andata (2ª) | Seconda giornata | ritorno (5ª) | ritorno (5ª) |
|             |             |                  |              |              |
| 31 ott.     | 2-2         | Milan-Cremonese  | 2-1          | 21 nov.      |
| 31 ott.     | 2-1         | Pro Patria-Monza | 2-0          | 21 nov.      |

| \| andata (3ª) \| andata (3ª) \| Terza giornata \| ritorno (6ª) \| ritorno (6ª) \| \| \| \| \| \| \| \| 7 nov. \| 0-1 \| Monza-Cremonese \| 0-4 \| 28 nov. \| \| 7 nov. \| 7-1 \| Milan-Pro Patria \| 1-0 \| 28 nov. \| |             |                  |              |              |
| andata (3ª) | andata (3ª) | Terza giornata   | ritorno (6ª) | ritorno (6ª) |
| |             |                  |              |              |
| 7 nov. | 0-1         | Monza-Cremonese  | 0-4          | 28 nov.      |
| 7 nov. | 7-1         | Milan-Pro Patria | 1-0          | 28 nov.      |

| andata (3ª) | andata (3ª) | Terza giornata   | ritorno (6ª) | ritorno (6ª) |
|             |             |                  |              |              |
| 7 nov.      | 0-1         | Monza-Cremonese  | 0-4          | 28 nov.      |
| 7 nov.      | 7-1         | Milan-Pro Patria | 1-0          | 28 nov.      |

##### Girone C

###### Squadre partecipanti
| Club        | Stagione | Città                   | Stadio                                           | Stagione precedente                    |
| ----------- | -------- | ----------------------- | ------------------------------------------------ | -------------------------------------- |
| Pavia       | dettagli | Pavia                   | Stadium Pavese                                   | 5º nel girone B lombardo di 1ª Cat.    |
| Pro Sesto   | dettagli | Sesto San Giovanni (MI) | Campo di via Carducci                            | 3º nella finale di Promozione lombarda |
| US Milanese | dettagli | Milano                  | Campo di via Borsieri e Campo di viale Lombardia | 2º nella semifinale B di 1ª Cat.       |
| Varese      | dettagli | Varese (CO)             | Campo delle Bettole                              | 5º nel girone C lombardo di 1ª Cat.    |

###### Classifica finale
|  | Pos. | Squadra     | Pt | G | V | N | P | GF | GS | DR  |
|  | ---- | ----------- | -- | - | - | - | - | -- | -- | --- |
|  | 1.   | US Milanese | 12 | 6 | 6 | 0 | 0 | 24 | 4  | +20 |
|  | 2.   | Pavia       | 8  | 6 | 4 | 0 | 2 | 11 | 6  | +5  |
|  | 3.   | Varese      | 2  | 6 | 1 | 0 | 5 | 5  | 15 | -10 |
|  | 4.   | Pro Sesto   | 2  | 6 | 1 | 0 | 5 | 7  | 22 | -15 |

Legenda:
      Qualificato al girone finale regionale.
      Retrocessa e sciolta a fine stagione.
Regolamento:
Due punti a vittoria, uno a pareggio, zero a sconfitta.

###### Risultati
| andata (1ª) | andata (1ª) | Prima giornata    | ritorno (4ª) | ritorno (4ª) |
|             |             |                   |              |              |
| 24 ott.     | 1-0         | Pro Sesto-Varese  | 2-1          | 14 nov.      |
| 24 ott.     | 2-1         | US Milanese-Pavia | 1-0          | 14 nov.      |

| andata (2ª) | andata (2ª) | Seconda giornata   | ritorno (5ª) | ritorno (5ª) |
|             |             |                    |              |              |
| 31 ott.     | 0-3         | Varese-US Milanese | 1-4          | 21 nov.      |
| 31 ott.     | 2-0         | Pavia-Pro Sesto    | 3-2          | 21 nov.      |

| andata (1ª) | andata (1ª) | Prima giornata    | ritorno (4ª) | ritorno (4ª) |
|             |             |                   |              |              |
| 24 ott.     | 1-0         | Pro Sesto-Varese  | 2-1          | 14 nov.      |
| 24 ott.     | 2-1         | US Milanese-Pavia | 1-0          | 14 nov.      |

| andata (2ª) | andata (2ª) | Seconda giornata   | ritorno (5ª) | ritorno (5ª) |
|             |             |                    |              |              |
| 31 ott.     | 0-3         | Varese-US Milanese | 1-4          | 21 nov.      |
| 31 ott.     | 2-0         | Pavia-Pro Sesto    | 3-2          | 21 nov.      |

| \| andata (3ª) \| andata (3ª) \| Terza giornata \| ritorno (6ª) \| ritorno (6ª) \| \| \| \| \| \| \| \| 7 nov. \| 2-0 \| US Milanese-Pro Sesto \| 12-2 \| 28 nov. \| \| 7 nov. \| 3-0 \| Pavia-Varese \| 2-1 \| 28 nov. \| |             |                       |              |              |
| andata (3ª) | andata (3ª) | Terza giornata        | ritorno (6ª) | ritorno (6ª) |
| |             |                       |              |              |
| 7 nov. | 2-0         | US Milanese-Pro Sesto | 12-2         | 28 nov.      |
| 7 nov. | 3-0         | Pavia-Varese          | 2-1          | 28 nov.      |

| andata (3ª) | andata (3ª) | Terza giornata        | ritorno (6ª) | ritorno (6ª) |
|             |             |                       |              |              |
| 7 nov.      | 2-0         | US Milanese-Pro Sesto | 12-2         | 28 nov.      |
| 7 nov.      | 3-0         | Pavia-Varese          | 2-1          | 28 nov.      |

###### Spareggio
|        | Risultati |           | Luogo e data                   |
| ------ | --------- | --------- | ------------------------------ |
| Varese | 2-1       | Pro Sesto | Busto Arsizio, 5 dicembre 1920 |
|        |           |           |                                |

##### Girone D

###### Squadre partecipanti
| Club    | Stagione | Città        | Stadio                       | Stagione precedente                 |
| ------- | -------- | ------------ | ---------------------------- | ----------------------------------- |
| Chiasso | dettagli | Chiasso (TI) | Mornello di Maslianico (CO)  | 4º nel girone B di 1ª Cat. Lombarda |
| Como    | dettagli | Como         | Campo via dei Mille (55x100) | 6º nel girone C di 1ª Cat. Lombarda |
| Legnano | dettagli | Legnano (MI) | Campo di via Lodi            | 5º nella semifinale A di 1ª Cat.    |
| Stelvio | dettagli | Milano       | Campo di via Candiani        | 3º nel gir. A della Prom. lombarda  |

###### Classifica finale
|  | Pos. | Squadra | Pt | G | V | N | P | GF | GS | DR  |
|  | ---- | ------- | -- | - | - | - | - | -- | -- | --- |
|  | 1.   | Legnano | 10 | 6 | 4 | 2 | 0 | 17 | 3  | +14 |
|  | 2.   | Como    | 8  | 6 | 3 | 2 | 1 | 12 | 10 | +2  |
|  | 3.   | Chiasso | 3  | 6 | 1 | 1 | 4 | 6  | 14 | -8  |
|  | 4.   | Stelvio | 3  | 6 | 0 | 3 | 3 | 4  | 12 | -8  |

Legenda:
      Qualificato al girone finale regionale.
Regolamento:
Due punti a vittoria, uno a pareggio, zero a sconfitta.
Note:
Qualificazioni salvezza non più necessarie.

###### Risultati
| andata (1ª) | andata (1ª) | Prima giornata  | ritorno (4ª) | ritorno (4ª) |
|             |             |                 |              |              |
| 24 ott.     | 3-0         | Legnano-Stelvio | 1-1          | 14 nov.      |
| 24 ott.     | 3-0         | Como-Chiasso    | 3-0          | 14 nov.      |

| andata (2ª) | andata (2ª) | Seconda giornata | ritorno (5ª) | ritorno (5ª) |
|             |             |                  |              |              |
| 31 ott.     | 2-2         | Stelvio-Como     | 0-3          | 21 nov.      |
| 31 ott.     | 0-4         | Chiasso-Legnano  | 1-3          | 21 nov.      |

| andata (1ª) | andata (1ª) | Prima giornata  | ritorno (4ª) | ritorno (4ª) |
|             |             |                 |              |              |
| 24 ott.     | 3-0         | Legnano-Stelvio | 1-1          | 14 nov.      |
| 24 ott.     | 3-0         | Como-Chiasso    | 3-0          | 14 nov.      |

| andata (2ª) | andata (2ª) | Seconda giornata | ritorno (5ª) | ritorno (5ª) |
|             |             |                  |              |              |
| 31 ott.     | 2-2         | Stelvio-Como     | 0-3          | 21 nov.      |
| 31 ott.     | 0-4         | Chiasso-Legnano  | 1-3          | 21 nov.      |

| \| andata (3ª) \| andata (3ª) \| Terza giornata \| ritorno (6ª) \| ritorno (6ª) \| \| \| \| \| \| \| \| 7 nov. \| 1-1 \| Como-Legnano \| 0-5 \| 28 nov. \| \| 7 nov. \| 1-1 \| Stelvio-Chiasso \| 0-3 \| 28 nov. \| |             |                 |              |              |
| andata (3ª) | andata (3ª) | Terza giornata  | ritorno (6ª) | ritorno (6ª) |
| |             |                 |              |              |
| 7 nov. | 1-1         | Como-Legnano    | 0-5          | 28 nov.      |
| 7 nov. | 1-1         | Stelvio-Chiasso | 0-3          | 28 nov.      |

| andata (3ª) | andata (3ª) | Terza giornata  | ritorno (6ª) | ritorno (6ª) |
|             |             |                 |              |              |
| 7 nov.      | 1-1         | Como-Legnano    | 0-5          | 28 nov.      |
| 7 nov.      | 1-1         | Stelvio-Chiasso | 0-3          | 28 nov.      |

###### Spareggio
|         | Risultati |         | Luogo e data              |
| ------- | --------- | ------- | ------------------------- |
| Chiasso | 1-0       | Stelvio | Saronno, 19 dicembre 1920 |
|         |           |         |                           |

##### Girone E

###### Squadre partecipanti
| Club        | Stagione | Città        | Stadio                        | Stagione precedente                  |
| ----------- | -------- | ------------ | ----------------------------- | ------------------------------------ |
| Atalanta    | dettagli | Bergamo      | Campo della Clementina        | 3º in 1ª Categoria Lombarda girone B |
| Brescia     | dettagli | Brescia      | Stadio di via Cesare Lombroso | 5º nella semifinale B di 1ª Cat.     |
| AC Libertas | dettagli | Milano       | Campo del "Bersaglio"         | 5º nel girone A lombardo di 1ª Cat.  |
| Saronno     | dettagli | Saronno (MI) | Campo di via Milano           | 3º nel girone C lombardo di 1ª Cat.  |

###### Classifica finale
|  | Pos. | Squadra     | Pt | G | V | N | P | GF | GS | DR |
|  | ---- | ----------- | -- | - | - | - | - | -- | -- | -- |
|  | 1.   | Saronno     | 9  | 6 | 4 | 1 | 1 | 12 | 7  | +5 |
|  | 2.   | AC Libertas | 6  | 6 | 2 | 2 | 2 | 12 | 9  | +3 |
|  | 2.   | Brescia     | 6  | 6 | 2 | 2 | 2 | 10 | 9  | +1 |
|  | 4.   | Atalanta    | 3  | 6 | 1 | 1 | 4 | 6  | 15 | -9 |

Legenda:
      Qualificato al girone finale regionale.
Regolamento:
Due punti a vittoria, uno a pareggio, zero a sconfitta.
Note:
Qualificazioni salvezza non più necessarie.

###### Risultati
| andata (1ª) | andata (1ª) | Prima giornata      | ritorno (4ª) | ritorno (4ª) |
|             |             |                     |              |              |
| 24 ott.     | 2-0         | Saronno-Atalanta    | 2-1          | 14 nov.      |
| 24 ott.     | 1-1         | Brescia-AC Libertas | 1-2          | 14 nov.      |

| andata (2ª) | andata (2ª) | Seconda giornata     | ritorno (5ª) | ritorno (5ª) |
|             |             |                      |              |              |
| 31 ott.     | 2-1         | Saronno-Brescia      | 1-3          | 21 nov.      |
| 31 ott.     | 1-0         | Atalanta-AC Libertas | 1-7          | 21 nov.      |

| andata (1ª) | andata (1ª) | Prima giornata      | ritorno (4ª) | ritorno (4ª) |
|             |             |                     |              |              |
| 24 ott.     | 2-0         | Saronno-Atalanta    | 2-1          | 14 nov.      |
| 24 ott.     | 1-1         | Brescia-AC Libertas | 1-2          | 14 nov.      |

| andata (2ª) | andata (2ª) | Seconda giornata     | ritorno (5ª) | ritorno (5ª) |
|             |             |                      |              |              |
| 31 ott.     | 2-1         | Saronno-Brescia      | 1-3          | 21 nov.      |
| 31 ott.     | 1-0         | Atalanta-AC Libertas | 1-7          | 21 nov.      |

| \| andata (3ª) \| andata (3ª) \| Terza giornata \| ritorno (6ª) \| ritorno (6ª) \| \| \| \| \| \| \| \| 7 nov. \| 1-1 \| Atalanta-Brescia \| 2-3 \| 28 nov. \| \| 7 nov. \| 1-4 \| AC Libertas-Saronno \| 1-1 \| 28 nov. \| |             |                     |              |              |
| andata (3ª) | andata (3ª) | Terza giornata      | ritorno (6ª) | ritorno (6ª) |
| |             |                     |              |              |
| 7 nov. | 1-1         | Atalanta-Brescia    | 2-3          | 28 nov.      |
| 7 nov. | 1-4         | AC Libertas-Saronno | 1-1          | 28 nov.      |

| andata (3ª) | andata (3ª) | Terza giornata      | ritorno (6ª) | ritorno (6ª) |
|             |             |                     |              |              |
| 7 nov.      | 1-1         | Atalanta-Brescia    | 2-3          | 28 nov.      |
| 7 nov.      | 1-4         | AC Libertas-Saronno | 1-1          | 28 nov.      |

##### Girone F

###### Squadre partecipanti
| Club                | Stagione | Città          | Stadio                | Stagione precedente                    |
| ------------------- | -------- | -------------- | --------------------- | -------------------------------------- |
| Enotria Goliardo    | dettagli | Milano         | Campo di Via Colletta | 6º nella semifinale C di 1ª Categoria. |
| Juventus Italia     | dettagli | Milano         | Campo del "Bersaglio" | 3º nel girone A lombardo di 1ª Cat.    |
| Nazionale Lombardia | dettagli | Milano         | Campo della "Baggina" | 4º nel girone C di 1ª Cat. Lombarda    |
| Trevigliese         | dettagli | Treviglio (BG) | Campo di via Milano   | 4º nel girone A lombardo di 1ª Cat.    |

###### Classifica finale
|  | Pos. | Squadra             | Pt | G | V | N | P | GF | GS | DR |
|  | ---- | ------------------- | -- | - | - | - | - | -- | -- | -- |
|  | 1.   | Trevigliese         | 10 | 6 | 5 | 0 | 1 | 13 | 7  | +6 |
|  | 2.   | Juventus Italia     | 8  | 6 | 4 | 0 | 2 | 16 | 9  | +7 |
|  | 3.   | Nazionale Lombardia | 4  | 6 | 2 | 0 | 4 | 11 | 20 | -9 |
|  | 4.   | Enotria Goliardo    | 2  | 6 | 1 | 0 | 5 | 12 | 16 | -4 |

Legenda:
      Qualificato al girone finale regionale.
Regolamento:
Due punti a vittoria, uno a pareggio, zero a sconfitta.
Note:
Qualificazioni salvezza non più necessarie.
La Nazionale Lombardia rinuncia alla Prima Categoria.

###### Risultati
| andata (1ª) | andata (1ª) | Prima giornata                      | ritorno (4ª) | ritorno (4ª) |
|             |             |                                     |              |              |
| 24 ott.     | 1-2         | Enotria Goliardo-Trevigliese        | 1-3          | 14 nov.      |
| 24 ott.     | 3-1         | Nazionale Lombardia-Juventus Italia | 0-7          | 14 nov.      |

| andata (2ª) | andata (2ª) | Seconda giornata                     | ritorno (5ª) | ritorno (5ª) |
|             |             |                                      |              |              |
| 31 ott.     | 6-3         | Enotria Goliardo-Nazionale Lombardia | 2-3          | 21 nov.      |
| 31 ott.     | 3-1         | Trevigliese-Juventus Italia          | 1-2          | 21 nov.      |

| andata (1ª) | andata (1ª) | Prima giornata                      | ritorno (4ª) | ritorno (4ª) |
|             |             |                                     |              |              |
| 24 ott.     | 1-2         | Enotria Goliardo-Trevigliese        | 1-3          | 14 nov.      |
| 24 ott.     | 3-1         | Nazionale Lombardia-Juventus Italia | 0-7          | 14 nov.      |

| andata (2ª) | andata (2ª) | Seconda giornata                     | ritorno (5ª) | ritorno (5ª) |
|             |             |                                      |              |              |
| 31 ott.     | 6-3         | Enotria Goliardo-Nazionale Lombardia | 2-3          | 21 nov.      |
| 31 ott.     | 3-1         | Trevigliese-Juventus Italia          | 1-2          | 21 nov.      |

| \| andata (3ª) \| andata (3ª) \| Terza giornata \| ritorno (6ª) \| ritorno (6ª) \| \| \| \| \| \| \| \| 7 nov. \| 1-0 \| Trevigliese-Nazionale Lombardia \| 3-2 \| 28 nov. \| \| 7 nov. \| 4-2 \| Juventus Italia-Enotria Goliardo \| 1-0 \| 28 nov. \| |             |                                  |              |              |
| andata (3ª) | andata (3ª) | Terza giornata                   | ritorno (6ª) | ritorno (6ª) |
| |             |                                  |              |              |
| 7 nov. | 1-0         | Trevigliese-Nazionale Lombardia  | 3-2          | 28 nov.      |
| 7 nov. | 4-2         | Juventus Italia-Enotria Goliardo | 1-0          | 28 nov.      |

| andata (3ª) | andata (3ª) | Terza giornata                   | ritorno (6ª) | ritorno (6ª) |
|             |             |                                  |              |              |
| 7 nov.      | 1-0         | Trevigliese-Nazionale Lombardia  | 3-2          | 28 nov.      |
| 7 nov.      | 4-2         | Juventus Italia-Enotria Goliardo | 1-0          | 28 nov.      |

##### Girone finale regionale

###### Classifica finale
|  | Pos. | Squadra     | Pt | G  | V | N | P | GF | GS |
|  | ---- | ----------- | -- | -- | - | - | - | -- | -- |
|  | 1.   | Legnano     | 17 | 10 | 8 | 1 | 1 | 22 | 9  |
|  | 2.   | Inter       | 16 | 10 | 6 | 4 | 0 | 26 | 8  |
|  | 3.   | US Milanese | 11 | 10 | 5 | 1 | 4 | 15 | 14 |
|  | 4.   | Milan       | 8  | 10 | 3 | 2 | 5 | 14 | 11 |
|  | 5.   | Saronno     | 6  | 10 | 3 | 0 | 7 | 14 | 30 |
|  | 6.   | Trevigliese | 2  | 10 | 1 | 0 | 9 | 9  | 28 |

Legenda:
      Qualificato ai gironi di semifinale.
Regolamento:
Due punti a vittoria, uno a pareggio, zero a sconfitta.
Note:
Il Legnano è campione regionale lombardo.

###### Risultati
| andata (1ª) | andata (1ª) | Prima giornata      | ritorno (6ª) | ritorno (6ª) |
|             |             |                     |              |              |
| 13 dic.     | 0-1         | US Milanese-Legnano | 0-4          | 23 gen.      |
| 13 dic.     | 0-4         | Saronno-Inter       | 1-5          | 23 gen.      |
| 13 dic.     | 1-0         | Milan-Trevigliese   | 2-1          | 23 gen.      |

| andata (2ª) | andata (2ª) | Seconda giornata        | ritorno (7ª) | ritorno (7ª) |
|             |             |                         |              |              |
| 19 dic.     | 0-0         | Inter-Milan             | 1-1          | 30 gen.      |
| 19 dic.     | 4-1         | Legnano-Saronno         | 1-0          | 30 gen.      |
| 19 dic.     | 0-2         | Trevigliese-US Milanese | 1-4          | 30 gen.      |

| andata (1ª) | andata (1ª) | Prima giornata      | ritorno (6ª) | ritorno (6ª) |
|             |             |                     |              |              |
| 13 dic.     | 0-1         | US Milanese-Legnano | 0-4          | 23 gen.      |
| 13 dic.     | 0-4         | Saronno-Inter       | 1-5          | 23 gen.      |
| 13 dic.     | 1-0         | Milan-Trevigliese   | 2-1          | 23 gen.      |

| andata (2ª) | andata (2ª) | Seconda giornata        | ritorno (7ª) | ritorno (7ª) |
|             |             |                         |              |              |
| 19 dic.     | 0-0         | Inter-Milan             | 1-1          | 30 gen.      |
| 19 dic.     | 4-1         | Legnano-Saronno         | 1-0          | 30 gen.      |
| 19 dic.     | 0-2         | Trevigliese-US Milanese | 1-4          | 30 gen.      |

| andata (3ª) | andata (3ª) | Terza giornata      | ritorno (8ª) | ritorno (8ª) |
|             |             |                     |              |              |
| 2 gen.      | 2-1         | Inter-US Milanese   | 2-2          | 6 feb.       |
| 2 gen.      | 2-3         | Milan-Saronno       | 7-1          | 6 feb.       |
| 2 gen.      | 0-1         | Trevigliese-Legnano | 2-6          | 6 feb.       |

| andata (4ª) | andata (4ª) | Quarta giornata     | ritorno (9ª) | ritorno (9ª) |
|             |             |                     |              |              |
| 9 gen.      | 1-0         | US Milanese-Milan   | 1-0          | 13 feb.      |
| 9 gen.      | 1-1         | Legnano-Inter       | 1-4          | 13 mar.      |
| 9 gen.      | 5-1         | Saronno-Trevigliese | 0-2          | 13 feb.      |

| andata (3ª) | andata (3ª) | Terza giornata      | ritorno (8ª) | ritorno (8ª) |
|             |             |                     |              |              |
| 2 gen.      | 2-1         | Inter-US Milanese   | 2-2          | 6 feb.       |
| 2 gen.      | 2-3         | Milan-Saronno       | 7-1          | 6 feb.       |
| 2 gen.      | 0-1         | Trevigliese-Legnano | 2-6          | 6 feb.       |

| andata (4ª) | andata (4ª) | Quarta giornata     | ritorno (9ª) | ritorno (9ª) |
|             |             |                     |              |              |
| 9 gen.      | 1-0         | US Milanese-Milan   | 1-0          | 13 feb.      |
| 9 gen.      | 1-1         | Legnano-Inter       | 1-4          | 13 mar.      |
| 9 gen.      | 5-1         | Saronno-Trevigliese | 0-2          | 13 feb.      |

| \| andata (5ª) \| andata (5ª) \| Quinta giornata \| ritorno (10ª) \| ritorno (10ª) \| \| \| \| \| \| \| \| 16 gen. \| 1-2 \| Milan-Legnano \| 0-1 \| 20 feb. \| \| 16 gen. \| 1-3 \| Trevigliese-Inter \| 0-4 \| 20 mar. \| \| 16 gen. \| 2-0 \| US Milanese-Saronno \| 2-3 \| 27 feb. \| |             |                     |               |               |
| andata (5ª) | andata (5ª) | Quinta giornata     | ritorno (10ª) | ritorno (10ª) |
| |             |                     |               |               |
| 16 gen. | 1-2         | Milan-Legnano       | 0-1           | 20 feb.       |
| 16 gen. | 1-3         | Trevigliese-Inter   | 0-4           | 20 mar.       |
| 16 gen. | 2-0         | US Milanese-Saronno | 2-3           | 27 feb.       |

| andata (5ª) | andata (5ª) | Quinta giornata     | ritorno (10ª) | ritorno (10ª) |
|             |             |                     |               |               |
| 16 gen.     | 1-2         | Milan-Legnano       | 0-1           | 20 feb.       |
| 16 gen.     | 1-3         | Trevigliese-Inter   | 0-4           | 20 mar.       |
| 16 gen.     | 2-0         | US Milanese-Saronno | 2-3           | 27 feb.       |

#### Sezione piemontese
Gestito dal Comitato Regionale Piemontese, sede: Torino

##### Girone A

###### Squadre partecipanti
| Club        | Stagione | Città          | Stadio                      | Stagione precedente            |
| ----------- | -------- | -------------- | --------------------------- | ------------------------------ |
| Carignano   | dettagli | Carignano (TO) | -                           | 2º nella Promozione piemontese |
| Juventus    | dettagli | Torino         | Stadio di Corso Sebastopoli | -                              |
| Novara      | dettagli | Novara         | -                           | -                              |
| Pastore     | dettagli | Torino         | Campo di corso Peschiera    | -                              |
| Torino      | dettagli | Torino         | Campo Stradale Stupinigi    | -                              |
| US Torinese | dettagli | Torino         | -                           | -                              |

###### Classifica finale
|  | Pos. | Squadra     | Pt | G  | V | N | P | GF | GS |
|  | ---- | ----------- | -- | -- | - | - | - | -- | -- |
|  | 1.   | Novara      | 16 | 10 | 7 | 2 | 1 | 31 | 8  |
|  | 2.   | Torino      | 16 | 10 | 7 | 2 | 1 | 25 | 12 |
|  | 3.   | US Torinese | 13 | 10 | 6 | 1 | 3 | 26 | 15 |
|  | 4.   | Juventus    | 11 | 10 | 4 | 3 | 3 | 27 | 14 |
|  | 5.   | Pastore     | 3  | 10 | 1 | 1 | 8 | 10 | 32 |
|  | 6.   | Carignano   | 1  | 10 | 0 | 1 | 9 | 5  | 43 |

Legenda:
      Qualificato ai gironi di semifinale.
  Qualificato allo spareggio per l'accesso al girone di semifinale.
      Retrocesso e poi sciolto a fine stagione.
Regolamento:
Due punti a vittoria, uno a pareggio, zero a sconfitta.

###### Risultati
| andata (1ª) | andata (1ª) | Prima giornata      | ritorno (6ª) | ritorno (6ª) |
|             |             |                     |              |              |
| 24 ott.     | 3-2         | US Torinese-Pastore | 4-1          | 13 feb.      |
| 24 ott.     | 4-0         | Novara-Carignano    | 6-0          | 30 gen.      |
| 24 ott.     | 2-2         | Juventus-Torino     | 0-2          | 30 gen.      |

| andata (2ª) | andata (2ª) | Seconda giornata   | ritorno (7ª) | ritorno (7ª) |
|             |             |                    |              |              |
| 31 ott.     | 0-4         | Pastore-Juventus   | 0-5          | 2 gen.       |
| 31 ott.     | 1-6         | Carignano-Torino   | 0-1          | 2 gen.       |
| 6 feb.      | 4-2         | Novara-US Torinese | 2-1          | 2 gen.       |

| andata (1ª) | andata (1ª) | Prima giornata      | ritorno (6ª) | ritorno (6ª) |
|             |             |                     |              |              |
| 24 ott.     | 3-2         | US Torinese-Pastore | 4-1          | 13 feb.      |
| 24 ott.     | 4-0         | Novara-Carignano    | 6-0          | 30 gen.      |
| 24 ott.     | 2-2         | Juventus-Torino     | 0-2          | 30 gen.      |

| andata (2ª) | andata (2ª) | Seconda giornata   | ritorno (7ª) | ritorno (7ª) |
|             |             |                    |              |              |
| 31 ott.     | 0-4         | Pastore-Juventus   | 0-5          | 2 gen.       |
| 31 ott.     | 1-6         | Carignano-Torino   | 0-1          | 2 gen.       |
| 6 feb.      | 4-2         | Novara-US Torinese | 2-1          | 2 gen.       |

| andata (3ª) | andata (3ª) | Terza giornata     | ritorno (8ª) | ritorno (8ª) |
|             |             |                    |              |              |
| 13 dic.     | 3-1         | Torino-US Torinese | 0-1          | 9 gen.       |
| 13 dic.     | 0-6         | Pastore-Novara     | 0-2          | 9 gen.       |
| 5 dic.      | 7-1         | Juventus-Carignano | 5-1          | 9 gen.       |

| andata (4ª) | andata (4ª) | Quarta giornata      | ritorno (9ª) | ritorno (9ª) |
|             |             |                      |              |              |
| 21 nov.     | 1-1         | Novara-Torino        | 2-3          | 16 gen.      |
| 21 nov.     | 2-1         | US Torinese-Juventus | 2-2          | 16 gen.      |
| 21 nov.     | 1-1         | Pastore-Carignano    | 2-1          | 16 gen.      |

| andata (3ª) | andata (3ª) | Terza giornata     | ritorno (8ª) | ritorno (8ª) |
|             |             |                    |              |              |
| 13 dic.     | 3-1         | Torino-US Torinese | 0-1          | 9 gen.       |
| 13 dic.     | 0-6         | Pastore-Novara     | 0-2          | 9 gen.       |
| 5 dic.      | 7-1         | Juventus-Carignano | 5-1          | 9 gen.       |

| andata (4ª) | andata (4ª) | Quarta giornata      | ritorno (9ª) | ritorno (9ª) |
|             |             |                      |              |              |
| 21 nov.     | 1-1         | Novara-Torino        | 2-3          | 16 gen.      |
| 21 nov.     | 2-1         | US Torinese-Juventus | 2-2          | 16 gen.      |
| 21 nov.     | 1-1         | Pastore-Carignano    | 2-1          | 16 gen.      |

| \| andata (5ª) \| andata (5ª) \| Quinta giornata \| ritorno (10ª) \| ritorno (10ª) \| \| \| \| \| \| \| \| 28 nov. \| 1-1 \| Juventus-Novara \| 0-3 \| 23 gen. \| \| 28 nov. \| 3-2 \| Torino-Pastore \| 4-2 \| 23 gen. \| \| 28 nov. \| 5-0 \| US Torinese-Carignano \| 5-0 \| 23 gen. \| |             |                       |               |               |
| andata (5ª) | andata (5ª) | Quinta giornata       | ritorno (10ª) | ritorno (10ª) |
| |             |                       |               |               |
| 28 nov. | 1-1         | Juventus-Novara       | 0-3           | 23 gen.       |
| 28 nov. | 3-2         | Torino-Pastore        | 4-2           | 23 gen.       |
| 28 nov. | 5-0         | US Torinese-Carignano | 5-0           | 23 gen.       |

| andata (5ª) | andata (5ª) | Quinta giornata       | ritorno (10ª) | ritorno (10ª) |
|             |             |                       |               |               |
| 28 nov.     | 1-1         | Juventus-Novara       | 0-3           | 23 gen.       |
| 28 nov.     | 3-2         | Torino-Pastore        | 4-2           | 23 gen.       |
| 28 nov.     | 5-0         | US Torinese-Carignano | 5-0           | 23 gen.       |

###### Spareggi
Il primo posto nel girone, che dava diritto a disputare la finale per il titolo di campione regionale, fu deciso, visto il pari merito, da uno spareggio.
|        | Risultati |        | Luogo e data               |
| ------ | --------- | ------ | -------------------------- |
| Novara | 2-0       | Torino | Alessandria, 13 marzo 1921 |
|        |           |        |                            |

##### Girone B

###### Squadre partecipanti
| Club           | Stagione | Città                  | Stadio                       | Stagione precedente |
| -------------- | -------- | ---------------------- | ---------------------------- | ------------------- |
| Alessandria    | dettagli | Alessandria            | Campo degli Orti             | -                   |
| Amatori Torino | dettagli | Torino                 | Campo di via Rivalta         | -                   |
| Biellese       | dettagli | Biella (NO)            | Motovelodromo Lanzone        | -                   |
| Casale         | dettagli | Casale Monferrato (AL) | Stadio Natale Palli          | -                   |
| Pro Vercelli   | dettagli | Vercelli (NO)          | Campo piazza Conte di Torino | -                   |
| Valenzana      | dettagli | Valenza (AL)           | Campo di Porta Alessandria   | -                   |

###### Classifica finale
|  | Pos. | Squadra        | Pt | G  | V | N | P  | GF | GS |
|  | ---- | -------------- | -- | -- | - | - | -- | -- | -- |
|  | 1.   | Alessandria    | 19 | 10 | 9 | 1 | 0  | 37 | 3  |
|  | 2.   | Pro Vercelli   | 13 | 10 | 6 | 1 | 3  | 23 | 10 |
|  | 3.   | Casale         | 12 | 10 | 6 | 0 | 4  | 18 | 10 |
|  | 4.   | Biellese       | 11 | 10 | 5 | 1 | 4  | 16 | 17 |
|  | 5.   | Valenzana      | 5  | 10 | 2 | 1 | 7  | 12 | 25 |
|  | 6.   | Amatori Torino | 0  | 10 | 0 | 0 | 10 | 3  | 44 |

Legenda:
      Qualificato ai gironi di semifinale.
  Qualificato allo spareggio per l'accesso al girone di semifinale.
      Retrocesso e poi sciolto a fine stagione.
Regolamento:
Due punti a vittoria, uno a pareggio, zero a sconfitta.

###### Risultati
| andata (1ª) | andata (1ª) | Prima giornata          | ritorno (6ª) | ritorno (6ª) |
|             |             |                         |              |              |
| 13 dic.     | 1-2         | Casale-Alessandria      | 1-3          | 19 dic.      |
| 24 ott.     | 5-0         | Biellese-Amatori Torino | 2-0          | 19 dic.      |
| 24 ott.     | 6-1         | Pro Vercelli-Valenzana  | 3-2          | 19 dic.      |

| andata (2ª) | andata (2ª) | Seconda giornata            | ritorno (7ª) | ritorno (7ª) |
|             |             |                             |              |              |
| 31 ott.     | 1-4         | Amatori Torino-Pro Vercelli | 0-4          | 2 gen.       |
| 31 ott.     | 1-6         | Biellese-Alessandria        | 0-2          | a tav.       |
| 31 ott.     | 1-0         | Casale-Valenzana            | 2-1          | 2 gen.       |

| andata (1ª) | andata (1ª) | Prima giornata          | ritorno (6ª) | ritorno (6ª) |
|             |             |                         |              |              |
| 13 dic.     | 1-2         | Casale-Alessandria      | 1-3          | 19 dic.      |
| 24 ott.     | 5-0         | Biellese-Amatori Torino | 2-0          | 19 dic.      |
| 24 ott.     | 6-1         | Pro Vercelli-Valenzana  | 3-2          | 19 dic.      |

| andata (2ª) | andata (2ª) | Seconda giornata            | ritorno (7ª) | ritorno (7ª) |
|             |             |                             |              |              |
| 31 ott.     | 1-4         | Amatori Torino-Pro Vercelli | 0-4          | 2 gen.       |
| 31 ott.     | 1-6         | Biellese-Alessandria        | 0-2          | a tav.       |
| 31 ott.     | 1-0         | Casale-Valenzana            | 2-1          | 2 gen.       |

| andata (3ª) | andata (3ª) | Terza giornata             | ritorno (8ª) | ritorno (8ª) |
|             |             |                            |              |              |
| 7 nov.      | 2-0         | Pro Vercelli-Casale        | 0-2          | 9 gen.       |
| 7 nov.      | 0-0         | Valenzana-Biellese         | 1-3          | 9 gen.       |
| 5 dic.      | 13-0        | Alessandria-Amatori Torino | 2-0          | 9 gen.       |

| andata (4ª) | andata (4ª) | Quarta giornata          | ritorno (9ª) | ritorno (9ª) |
|             |             |                          |              |              |
| 21 nov.     | 3-0         | Valenzana-Amatori Torino | 2-0          | 16 gen.      |
| 21 nov.     | 3-0         | Casale-Biellese          | 1-2          | 16 gen.      |
| 21 nov.     | 1-0         | Alessandria-Pro Vercelli | 0-0          | 16 gen.      |

| andata (3ª) | andata (3ª) | Terza giornata             | ritorno (8ª) | ritorno (8ª) |
|             |             |                            |              |              |
| 7 nov.      | 2-0         | Pro Vercelli-Casale        | 0-2          | 9 gen.       |
| 7 nov.      | 0-0         | Valenzana-Biellese         | 1-3          | 9 gen.       |
| 5 dic.      | 13-0        | Alessandria-Amatori Torino | 2-0          | 9 gen.       |

| andata (4ª) | andata (4ª) | Quarta giornata          | ritorno (9ª) | ritorno (9ª) |
|             |             |                          |              |              |
| 21 nov.     | 3-0         | Valenzana-Amatori Torino | 2-0          | 16 gen.      |
| 21 nov.     | 3-0         | Casale-Biellese          | 1-2          | 16 gen.      |
| 21 nov.     | 1-0         | Alessandria-Pro Vercelli | 0-0          | 16 gen.      |

| \| andata (5ª) \| andata (5ª) \| Quinta giornata \| ritorno (10ª) \| ritorno (10ª) \| \| \| \| \| \| \| \| 28 nov. \| 5-1 \| Pro Vercelli-Biellese[68] \| 0-2 \| a tav. \| \| 28 nov. \| 5-0 \| Casale-Amatori Torino[69] \| 2-0 \| a tav. \| \| 28 nov. \| 3-0 \| Alessandria-Valenzana \| 5-0 \| 23 gen. \| |             |                       |               |               |
| andata (5ª) | andata (5ª) | Quinta giornata       | ritorno (10ª) | ritorno (10ª) |
| |             |                       |               |               |
| 28 nov. | 5-1         | Pro Vercelli-Biellese | 0-2           | a tav.        |
| 28 nov. | 5-0         | Casale-Amatori Torino | 2-0           | a tav.        |
| 28 nov. | 3-0         | Alessandria-Valenzana | 5-0           | 23 gen.       |

| andata (5ª) | andata (5ª) | Quinta giornata       | ritorno (10ª) | ritorno (10ª) |
|             |             |                       |               |               |
| 28 nov.     | 5-1         | Pro Vercelli-Biellese | 0-2           | a tav.        |
| 28 nov.     | 5-0         | Casale-Amatori Torino | 2-0           | a tav.        |
| 28 nov.     | 3-0         | Alessandria-Valenzana | 5-0           | 23 gen.       |

##### Finali regionali

###### Finale per il titolo regionale
Non ci sono riscontri circa la disputa di una finale per il titolo regionale: Corinti e l'almanacco Panini, nonché le ricostruzioni di parte alessandrina, non ne fanno alcuna menzione.
Lo spareggio per il primo posto nel girone A tra Torino e Novara (vinto per 2-0 dal Novara) effettivamente si disputò il 13 marzo 1921, come attesta ad esempio La Stampa. Tuttavia, nelle domeniche successive fino all'inizio delle semifinali (il 10 aprile) l'Alessandria disputò delle amichevoli in luogo della presunta finale regionale contro il Novara: il 20 marzo sconfisse la Juventus per 4-1, il 27 marzo pareggiò per 2-2 con gli ungheresi del MAFC, mentre il 3 aprile fu sconfitta per 2-1 dall'US Torinese. Quindi, a meno che non si fosse disputata in una data infrasettimanale, evenienza piuttosto inconsueta per un'epoca in cui anche i recuperi venivano effettuati di domenica, sembrerebbe che la finale regionale non abbia mai avuto luogo.

###### Finale per il quinto posto
La quinta squadra piemontese ad aver diritto di giocare il girone di semifinale venne stabilita tramite uno spareggio tra le due squadre terze classificate nei rispettivi gironi. Ad avere la meglio, dopo una partita di replay, fu l'US Torinese
|             | Risultati |        | Luogo e data               |
| ----------- | --------- | ------ | -------------------------- |
| US Torinese | 0-0 (dts) | Casale | Vercelli, 20 febbraio 1921 |
| US Torinese | 2-0       | Casale | Vercelli, 20 marzo 1921    |
|             |           |        |                            |

#### Sezione veneta
Gestito dal Comitato Regionale Veneto, sede: Venezia.

##### Girone A

###### Squadre partecipanti
| Club             | Stagione | Città   | Stadio                             | Stagione precedente        |
| ---------------- | -------- | ------- | ---------------------------------- | -------------------------- |
| Bentegodi Verona | dettagli | Verona  | Campo di piazza Cittadella         | 1ª nella Promozione veneta |
| Petrarca         | dettagli | Padova  | Campo della Pensione Universitaria | -                          |
| Treviso          | dettagli | Treviso | Campo di Santa Maria del Rovere    | 3ª nella Promozione veneta |
| Udinese          | dettagli | Udine   | Campo Polisportivo Moretti         | -                          |
| Venezia          | dettagli | Venezia | Campo di Sant'Elena                | -                          |

###### Classifica finale
|  | Pos. | Squadra          | Pt | G | V | N | P | GF | GS |
|  | ---- | ---------------- | -- | - | - | - | - | -- | -- |
|  | 1.   | Petrarca         | 13 | 8 | 5 | 3 | 0 | 21 | 5  |
|  | 2.   | Bentegodi Verona | 12 | 8 | 5 | 2 | 1 | 20 | 9  |
|  | 3.   | Venezia          | 9  | 8 | 3 | 3 | 2 | 12 | 7  |
|  | 4.   | Udinese          | 5  | 8 | 1 | 3 | 4 | 10 | 20 |
|  | 5.   | Treviso          | 1  | 8 | 0 | 1 | 7 | 5  | 27 |

Legenda:
      Qualificato al girone finale regionale.
  Qualificato allo spareggio salvezza per non retrocedere in Promozione 1921-1922.
Regolamento:
Due punti a vittoria, uno a pareggio, zero a sconfitta.

###### Risultati
| andata (1ª) | andata (1ª)     | Prima giornata           | ritorno (6ª) | ritorno (6ª) |
|             |                 |                          |              |              |
| 24 ott.     | 5-0             | Bentegodi Verona-Udinese | 2-1          | 5 dic.       |
| 24 ott.     | 0-2             | Venezia-Petrarca         | 1-1          | 5 dic.       |
| 24 ott.     | Riposa: Treviso |                          |              | 5 dic.       |

| andata (2ª) | andata (2ª)       | Seconda giornata | ritorno (7ª) | ritorno (7ª) |
|             |                   |                  |              |              |
| 16 gen.     | 6-0               | Petrarca-Treviso | 2-0          | 12 dic.      |
| 16 gen.     | 1-1               | Udinese-Venezia  | 1-4          | 12 dic.      |
| 16 gen.     | Riposa: Bentegodi |                  |              | 12 dic.      |

| andata (1ª) | andata (1ª)     | Prima giornata           | ritorno (6ª) | ritorno (6ª) |
|             |                 |                          |              |              |
| 24 ott.     | 5-0             | Bentegodi Verona-Udinese | 2-1          | 5 dic.       |
| 24 ott.     | 0-2             | Venezia-Petrarca         | 1-1          | 5 dic.       |
| 24 ott.     | Riposa: Treviso |                          |              | 5 dic.       |

| andata (2ª) | andata (2ª)       | Seconda giornata | ritorno (7ª) | ritorno (7ª) |
|             |                   |                  |              |              |
| 16 gen.     | 6-0               | Petrarca-Treviso | 2-0          | 12 dic.      |
| 16 gen.     | 1-1               | Udinese-Venezia  | 1-4          | 12 dic.      |
| 16 gen.     | Riposa: Bentegodi |                  |              | 12 dic.      |

| andata (3ª) | andata (3ª)     | Terza giornata            | ritorno (8ª) | ritorno (8ª) |
|             |                 |                           |              |              |
| 7 nov.      | 2-2             | Bentegodi Verona-Petrarca | 1-3          | 19 dic.      |
| 7 nov.      | 3-0             | Venezia-Treviso           | 2-0          | 19 dic.      |
| 7 nov.      | Riposa: Udinese |                           |              | 19 dic.      |

| andata (4ª) | andata (4ª)      | Quarta giornata          | ritorno (9ª) | ritorno (9ª) |
|             |                  |                          |              |              |
| 14 nov.     | 0-1              | Venezia-Bentegodi Verona | 1-1          | 26 dic.      |
| 14 nov.     | 1-1              | Udinese-Treviso          | 5-2          | 20 feb.      |
| 14 nov.     | Riposa: Petrarca |                          |              |              |

| andata (3ª) | andata (3ª)     | Terza giornata            | ritorno (8ª) | ritorno (8ª) |
|             |                 |                           |              |              |
| 7 nov.      | 2-2             | Bentegodi Verona-Petrarca | 1-3          | 19 dic.      |
| 7 nov.      | 3-0             | Venezia-Treviso           | 2-0          | 19 dic.      |
| 7 nov.      | Riposa: Udinese |                           |              | 19 dic.      |

| andata (4ª) | andata (4ª)      | Quarta giornata          | ritorno (9ª) | ritorno (9ª) |
|             |                  |                          |              |              |
| 14 nov.     | 0-1              | Venezia-Bentegodi Verona | 1-1          | 26 dic.      |
| 14 nov.     | 1-1              | Udinese-Treviso          | 5-2          | 20 feb.      |
| 14 nov.     | Riposa: Petrarca |                          |              |              |

| \| andata (5ª) \| andata (5ª) \| Quinta giornata \| ritorno (10ª) \| ritorno (10ª) \| \| \| \| \| \| \| \| 21 nov. \| 2-1 \| Bentegodi Verona-Treviso \| 6-1 \| 9 gen. \| \| 21 nov. \| 4-0 \| Petrarca-Udinese \| 1-1 \| 9 gen. \| \| 21 nov. \| Riposa: Venezia \| \| \| 9 gen. \| |                 |                          |               |               |
| andata (5ª) | andata (5ª)     | Quinta giornata          | ritorno (10ª) | ritorno (10ª) |
| |                 |                          |               |               |
| 21 nov. | 2-1             | Bentegodi Verona-Treviso | 6-1           | 9 gen.        |
| 21 nov. | 4-0             | Petrarca-Udinese         | 1-1           | 9 gen.        |
| 21 nov. | Riposa: Venezia |                          |               | 9 gen.        |

| andata (5ª) | andata (5ª)     | Quinta giornata          | ritorno (10ª) | ritorno (10ª) |
|             |                 |                          |               |               |
| 21 nov.     | 2-1             | Bentegodi Verona-Treviso | 6-1           | 9 gen.        |
| 21 nov.     | 4-0             | Petrarca-Udinese         | 1-1           | 9 gen.        |
| 21 nov.     | Riposa: Venezia |                          |               | 9 gen.        |

##### Girone B

###### Squadre partecipanti
| Club    | Stagione | Città      | Stadio                    | Stagione precedente        |
| ------- | -------- | ---------- | ------------------------- | -------------------------- |
| Dolo    | dettagli | Dolo (VE)  |                           | 2ª nella Promozione veneta |
| Padova  | dettagli | Padova     | Stadium di Padova         | -                          |
| Schio   | dettagli | Schio (VI) |                           | 4ª nella Promozione veneta |
| Verona  | dettagli | Verona     | Campo di Borgo Venezia    | -                          |
| Vicenza | dettagli | Vicenza    | Campo di Borgo San Felice | -                          |

###### Classifica finale
|  | Pos. | Squadra | Pt | G | V | N | P | GF | GS |
|  | ---- | ------- | -- | - | - | - | - | -- | -- |
|  | 1.   | Verona  | 13 | 8 | 6 | 1 | 1 | 19 | 7  |
|  | 2.   | Padova  | 12 | 8 | 5 | 2 | 1 | 19 | 8  |
|  | 3.   | Vicenza | 10 | 8 | 4 | 2 | 2 | 11 | 8  |
|  | 4.   | Schio   | 4  | 8 | 1 | 2 | 5 | 8  | 15 |
|  | 5.   | Dolo    | 1  | 8 | 0 | 1 | 7 | 8  | 27 |

Legenda:
      Qualificato al girone finale regionale.
  Qualificato allo spareggio salvezza per non retrocedere in Promozione 1921-1922.
      Retrocesso in Promozione 1921-1922.
Regolamento:
Due punti a vittoria, uno a pareggio, zero a sconfitta.

###### Risultati
| andata (1ª) | andata (1ª)    | Prima giornata | ritorno (6ª) | ritorno (6ª) |
|             |                |                |              |              |
| 24 ott.     | 0-1            | Schio-Verona   | 1-4          | 5 dic.       |
| 24 ott.     | 1-2            | Dolo-Vicenza   | 1-2          | 5 dic.       |
| 24 ott.     | Riposa: Padova |                |              | 5 dic.       |

| andata (2ª) | andata (2ª)   | Seconda giornata | ritorno (7ª) | ritorno (7ª) |
|             |               |                  |              |              |
| 16 gen.     | 1-1           | Vicenza-Padova   | 2-1          | 12 dic.      |
| 31 ott.     | 6-0           | Verona-Dolo      | 4-3          | 12 dic.      |
| 31 ott.     | Riposa: Schio |                  |              | 12 dic.      |

| andata (1ª) | andata (1ª)    | Prima giornata | ritorno (6ª) | ritorno (6ª) |
|             |                |                |              |              |
| 24 ott.     | 0-1            | Schio-Verona   | 1-4          | 5 dic.       |
| 24 ott.     | 1-2            | Dolo-Vicenza   | 1-2          | 5 dic.       |
| 24 ott.     | Riposa: Padova |                |              | 5 dic.       |

| andata (2ª) | andata (2ª)   | Seconda giornata | ritorno (7ª) | ritorno (7ª) |
|             |               |                  |              |              |
| 16 gen.     | 1-1           | Vicenza-Padova   | 2-1          | 12 dic.      |
| 31 ott.     | 6-0           | Verona-Dolo      | 4-3          | 12 dic.      |
| 31 ott.     | Riposa: Schio |                  |              | 12 dic.      |

| andata (3ª) | andata (3ª)    | Terza giornata | ritorno (8ª) | ritorno (8ª) |
|             |                |                |              |              |
| 7 nov.      | 3-2            | Padova-Dolo    | 5-1          | 19 dic.      |
| 7 nov.      | 4-1            | Vicenza-Schio  | 0-0          | 19 dic.      |
| 7 nov.      | Riposa: Verona |                |              | 19 dic.      |

| andata (4ª) | andata (4ª)     | Quarta giornata | ritorno (9ª) | ritorno (9ª) |
|             |                 |                 |              |              |
| 14 nov.     | 1-1             | Verona-Padova   | 0-2          | 26 dic.      |
| 14 nov.     | 0-0             | Dolo-Schio      | 0-5          | 26 dic.      |
| 14 nov.     | Riposa: Vicenza |                 |              | 26 dic.      |

| andata (3ª) | andata (3ª)    | Terza giornata | ritorno (8ª) | ritorno (8ª) |
|             |                |                |              |              |
| 7 nov.      | 3-2            | Padova-Dolo    | 5-1          | 19 dic.      |
| 7 nov.      | 4-1            | Vicenza-Schio  | 0-0          | 19 dic.      |
| 7 nov.      | Riposa: Verona |                |              | 19 dic.      |

| andata (4ª) | andata (4ª)     | Quarta giornata | ritorno (9ª) | ritorno (9ª) |
|             |                 |                 |              |              |
| 14 nov.     | 1-1             | Verona-Padova   | 0-2          | 26 dic.      |
| 14 nov.     | 0-0             | Dolo-Schio      | 0-5          | 26 dic.      |
| 14 nov.     | Riposa: Vicenza |                 |              | 26 dic.      |

| \| andata (5ª) \| andata (5ª) \| Quinta giornata \| ritorno (10ª) \| ritorno (10ª) \| \| \| \| \| \| \| \| 21 nov. \| 1-2 \| Schio-Padova \| 0-4 \| 9 gen. \| \| 21 nov. \| 0-2 \| Vicenza-Verona \| 0-1 \| 6 feb. \| \| 21 nov. \| \| Riposa: Dolo \| \| 9 gen. \| |             |                 |               |               |
| andata (5ª) | andata (5ª) | Quinta giornata | ritorno (10ª) | ritorno (10ª) |
| |             |                 |               |               |
| 21 nov. | 1-2         | Schio-Padova    | 0-4           | 9 gen.        |
| 21 nov. | 0-2         | Vicenza-Verona  | 0-1           | 6 feb.        |
| 21 nov. |             | Riposa: Dolo    |               | 9 gen.        |

| andata (5ª) | andata (5ª) | Quinta giornata | ritorno (10ª) | ritorno (10ª) |
|             |             |                 |               |               |
| 21 nov.     | 1-2         | Schio-Padova    | 0-4           | 9 gen.        |
| 21 nov.     | 0-2         | Vicenza-Verona  | 0-1           | 6 feb.        |
| 21 nov.     |             | Riposa: Dolo    |               | 9 gen.        |

###### Spareggio retrocessione
|         | Risultati |      | Luogo e data             |
| ------- | --------- | ---- | ------------------------ |
| Treviso | 5-1       | Dolo | Padova, 27 febbraio 1921 |
|         |           |      |                          |

##### Girone finale

###### Classifica finale
|  | Pos. | Squadra          | Pt | G | V | N | P | GF | GS |
|  | ---- | ---------------- | -- | - | - | - | - | -- | -- |
|  | 1.   | Padova           | 8  | 6 | 3 | 2 | 1 | 10 | 5  |
|  | 2.   | Bentegodi Verona | 7  | 6 | 2 | 3 | 1 | 12 | 9  |
|  | 3.   | Verona           | 6  | 6 | 2 | 2 | 2 | 7  | 9  |
|  | 4.   | Petrarca         | 3  | 6 | 1 | 1 | 4 | 9  | 15 |

Legenda:
      Qualificato ai gironi di semifinale.
Regolamento:
Due punti a vittoria, uno a pareggio, zero a sconfitta.
Note:
Il Padova è campione regionale veneto.

###### Risultati
| andata (1ª) | andata (1ª) | Prima giornata          | ritorno (4ª) | ritorno (4ª) |
|             |             |                         |              |              |
| 13 feb.     | 3-2         | Verona-Petrarca         | 0-3          | 6 mar.       |
| 6 mar.      | 2-2         | Bentegodi Verona-Padova | 2-0          | 6 mar.       |

| andata (2ª) | andata (2ª) | Seconda giornata        | ritorno (5ª) | ritorno (5ª) |
|             |             |                         |              |              |
| 20 feb.     | 1-1         | Verona-Bentegodi Verona | 2-1          | 13 mar.      |
| 20 feb.     | 3-0         | Padova-Petrarca         | 3-0          | 3 apr.       |

| andata (1ª) | andata (1ª) | Prima giornata          | ritorno (4ª) | ritorno (4ª) |
|             |             |                         |              |              |
| 13 feb.     | 3-2         | Verona-Petrarca         | 0-3          | 6 mar.       |
| 6 mar.      | 2-2         | Bentegodi Verona-Padova | 2-0          | 6 mar.       |

| andata (2ª) | andata (2ª) | Seconda giornata        | ritorno (5ª) | ritorno (5ª) |
|             |             |                         |              |              |
| 20 feb.     | 1-1         | Verona-Bentegodi Verona | 2-1          | 13 mar.      |
| 20 feb.     | 3-0         | Padova-Petrarca         | 3-0          | 3 apr.       |

| \| andata (3ª) \| andata (3ª) \| Terza giornata \| ritorno (6ª) \| ritorno (6ª) \| \| \| \| \| \| \| \| 27 feb. \| 2-1 \| Padova-Verona \| 0-0 \| 20 mar. \| \| 27 feb. \| 4-4 \| Bentegodi Verona-Petrarca[80] \| 2-0 \| 20 mar. \| |             |                           |              |              |
| andata (3ª) | andata (3ª) | Terza giornata            | ritorno (6ª) | ritorno (6ª) |
| |             |                           |              |              |
| 27 feb. | 2-1         | Padova-Verona             | 0-0          | 20 mar.      |
| 27 feb. | 4-4         | Bentegodi Verona-Petrarca | 2-0          | 20 mar.      |

| andata (3ª) | andata (3ª) | Terza giornata            | ritorno (6ª) | ritorno (6ª) |
|             |             |                           |              |              |
| 27 feb.     | 2-1         | Padova-Verona             | 0-0          | 20 mar.      |
| 27 feb.     | 4-4         | Bentegodi Verona-Petrarca | 2-0          | 20 mar.      |

### Semifinali nazionali
Le semifinali nazionali di Prima Categoria della stagione sportiva 1920-1921 furono disputate da 16 società.

#### Squadre partecipanti
| Squadre liguri     | Squadre liguri   | Squadre liguri                             |
| ------------------ | ---------------- | ------------------------------------------ |
| 1.                 | Andrea Doria     | 16ª partecipazione al campionato nazionale |
| 2.                 | Genoa            | 19ª partecipazione al campionato nazionale |
| Squadre piemontesi |                  |                                            |
| 3.                 | Alessandria      | 4ª partecipazione al campionato nazionale  |
| 4.                 | Novara           | 5ª partecipazione al campionato nazionale  |
| 5.                 | Pro Vercelli     | 10ª partecipazione al campionato nazionale |
| 6.                 | Torino           | 10ª partecipazione al campionato nazionale |
| 7.                 | US Torinese      | 1ª partecipazione al campionato nazionale  |
| Squadre lombarde   |                  |                                            |
| 8.                 | Inter            | 9ª partecipazione al campionato nazionale  |
| 9.                 | Legnano          | 2ª partecipazione al campionato nazionale  |
| 10.                | Milan            | 17ª partecipazione al campionato nazionale |
| 11.                | US Milanese      | 12ª partecipazione al campionato nazionale |
| Squadre venete     |                  |                                            |
| 12.                | Padova           | 2ª partecipazione al campionato nazionale  |
| 13.                | Bentegodi Verona | 1ª partecipazione al campionato nazionale  |
| Squadre emiliane   |                  |                                            |
| 14.                | Bologna          | 2ª partecipazione al campionato nazionale  |
| 15.                | Mantova          | 1ª partecipazione al campionato nazionale  |
| 16.                | Modena           | 2ª partecipazione al campionato nazionale  |

#### Girone A

##### Classifica finale
|  | Pos. | Squadra | Pt | G | V | N | P | GF | GS |
|  | ---- | ------- | -- | - | - | - | - | -- | -- |
|  | 1.   | Bologna | 10 | 6 | 4 | 2 | 0 | 13 | 4  |
|  | 2.   | Genoa   | 7  | 6 | 2 | 3 | 1 | 9  | 8  |
|  | 3.   | Novara  | 6  | 6 | 2 | 2 | 2 | 6  | 6  |
|  | 4.   | Milan   | 1  | 6 | 0 | 1 | 5 | 8  | 18 |

Legenda:
      Qualificato alla semifinale.
Regolamento:
Due punti a vittoria, uno a pareggio, zero a sconfitta.

##### Risultati
| andata (1ª) | andata (1ª) | Prima giornata | ritorno (4ª) | ritorno (4ª) |
|             |             |                |              |              |
| 10 apr.     | 2-0         | Bologna-Milan  | 5-1          | 29 mag.      |
| 10 apr.     | 0-1         | Novara-Genoa   | 1-1          | 29 mag.      |

| andata (2ª) | andata (2ª) | Seconda giornata | ritorno (5ª) | ritorno (5ª) |
|             |             |                  |              |              |
| 17 apr.     | 1-2         | Genoa-Bologna    | 1-1          | 5 giu.       |
| 17 apr.     | 2-0         | Novara-Milan     | 3-2          | 5 giu.       |

| andata (3ª) | andata (3ª) | Terza giornata | ritorno (6ª) | ritorno (6ª) |
|             |             |                |              |              |
| 22 mag.     | 3-1         | Bologna-Novara | 0-0          | 12 giu.      |
| 22 mag.     | 2-2         | Milan-Genoa    | 3-4          | 12 giu.      |

| andata (1ª) | andata (1ª) | Prima giornata | ritorno (4ª) | ritorno (4ª) |
|             |             |                |              |              |
| 10 apr.     | 2-0         | Bologna-Milan  | 5-1          | 29 mag.      |
| 10 apr.     | 0-1         | Novara-Genoa   | 1-1          | 29 mag.      |

| andata (2ª) | andata (2ª) | Seconda giornata | ritorno (5ª) | ritorno (5ª) |
|             |             |                  |              |              |
| 17 apr.     | 1-2         | Genoa-Bologna    | 1-1          | 5 giu.       |
| 17 apr.     | 2-0         | Novara-Milan     | 3-2          | 5 giu.       |

| andata (3ª) | andata (3ª) | Terza giornata | ritorno (6ª) | ritorno (6ª) |
|             |             |                |              |              |
| 22 mag.     | 3-1         | Bologna-Novara | 0-0          | 12 giu.      |
| 22 mag.     | 2-2         | Milan-Genoa    | 3-4          | 12 giu.      |

#### Girone B

##### Classifica finale
|  | Pos. | Squadra      | Pt | G | V | N | P | GF | GS |
|  | ---- | ------------ | -- | - | - | - | - | -- | -- |
|  | 1.   | Alessandria  | 8  | 6 | 4 | 0 | 2 | 17 | 5  |
|  | 2.   | Modena       | 8  | 6 | 4 | 0 | 2 | 7  | 8  |
|  | 3.   | Andrea Doria | 6  | 6 | 3 | 0 | 3 | 6  | 5  |
|  | 4.   | US Milanese  | 2  | 6 | 1 | 0 | 5 | 4  | 16 |

Legenda:
      Qualificato alla semifinale.
Regolamento:
Due punti a vittoria, uno a pareggio, zero a sconfitta.
Note:
Alessandria e Modena disputarono uno spareggio per il primo posto.

##### Risultati
| andata (1ª) | andata (1ª) | Prima giornata           | ritorno (4ª) | ritorno (4ª) |
|             |             |                          |              |              |
| 10 apr.     | 1-0         | Modena-Alessandria       | 1-5          | 29 mag.      |
| 10 apr.     | 2-1         | Andrea Doria-US Milanese | 0-1          | 29 mag.      |

| andata (2ª) | andata (2ª) | Seconda giornata         | ritorno (5ª) | ritorno (5ª) |
|             |             |                          |              |              |
| 19 giu.     | 2-1         | Alessandria-Andrea Doria | 0-1          | 5 giu.       |
| 17 apr.     | 2-1         | Modena-US Milanese       | 2-0          | 5 giu.       |

| andata (3ª) | andata (3ª) | Terza giornata          | ritorno (6ª) | ritorno (6ª) |
|             |             |                         |              |              |
| 22 mag.     | 8-0         | Alessandria-US Milanese | 2-1          | 12 giu.      |
| 22 mag.     | 2-0         | Andrea Doria-Modena     | 0-1          | 26 giu.      |

| andata (1ª) | andata (1ª) | Prima giornata           | ritorno (4ª) | ritorno (4ª) |
|             |             |                          |              |              |
| 10 apr.     | 1-0         | Modena-Alessandria       | 1-5          | 29 mag.      |
| 10 apr.     | 2-1         | Andrea Doria-US Milanese | 0-1          | 29 mag.      |

| andata (2ª) | andata (2ª) | Seconda giornata         | ritorno (5ª) | ritorno (5ª) |
|             |             |                          |              |              |
| 19 giu.     | 2-1         | Alessandria-Andrea Doria | 0-1          | 5 giu.       |
| 17 apr.     | 2-1         | Modena-US Milanese       | 2-0          | 5 giu.       |

| andata (3ª) | andata (3ª) | Terza giornata          | ritorno (6ª) | ritorno (6ª) |
|             |             |                         |              |              |
| 22 mag.     | 8-0         | Alessandria-US Milanese | 2-1          | 12 giu.      |
| 22 mag.     | 2-0         | Andrea Doria-Modena     | 0-1          | 26 giu.      |

##### Spareggio primo posto
Per decidere quale squadra doveva accedere alle semifinali fu disputato uno spareggio tra Alessandria e Modena, che avevano terminato il girone a pari punti.
|             | Risultati |        | Luogo e data           |
| ----------- | --------- | ------ | ---------------------- |
| Alessandria | 2-1       | Modena | Milano, 26 giugno 1921 |
|             |           |        |                        |

#### Girone C

##### Classifica finale
|  | Pos. | Squadra | Pt | G | V | N | P | GF | GS |
|  | ---- | ------- | -- | - | - | - | - | -- | -- |
|  | 1.   | Torino  | 8  | 6 | 4 | 0 | 2 | 13 | 10 |
|  | 1.   | Legnano | 8  | 6 | 4 | 0 | 2 | 10 | 8  |
|  | 3.   | Padova  | 4  | 6 | 2 | 0 | 4 | 9  | 11 |
|  | 3.   | Mantova | 4  | 6 | 2 | 0 | 4 | 8  | 11 |

Legenda:
      Qualificato alla semifinale.
Regolamento:
Due punti a vittoria, uno a pareggio, zero a sconfitta.
Note:
Torino e Legnano disputarono uno spareggio per il primato nel girone e la conseguente qualificazione alle semifinali. La gara di spareggio fra le due capoliste venne sospesa nel corso dell'oltranza dopo 158' di gioco.
Entrambe le squadre si ritirano dal campionato per esaurimento delle forze.

##### Risultati
| andata (1ª) | andata (1ª) | Prima giornata | ritorno (4ª) | ritorno (4ª) |
|             |             |                |              |              |
| 10 apr.     | 1-3         | Mantova-Torino | 0-1          | 29 mag.      |
| 10 apr.     | 0-1         | Padova-Legnano | 0-2          | 29 mag.      |

| andata (2ª) | andata (2ª) | Seconda giornata | ritorno (5ª) | ritorno (5ª) |
|             |             |                  |              |              |
| 17 apr.     | 3-0         | Legnano-Mantova  | 0-2          | 19 giu.      |
| 17 apr.     | 2-1         | Torino-Padova    | 1-4          | 5 giu.       |

| andata (3ª) | andata (3ª) | Terza giornata | ritorno (6ª) | ritorno (6ª) |
|             |             |                |              |              |
| 22 mag.     | 4-1         | Torino-Legnano | 2-3          | 12 giu.      |
| 22 mag.     | 4-2         | Mantova-Padova | 1-2          | 12 giu.      |

| andata (1ª) | andata (1ª) | Prima giornata | ritorno (4ª) | ritorno (4ª) |
|             |             |                |              |              |
| 10 apr.     | 1-3         | Mantova-Torino | 0-1          | 29 mag.      |
| 10 apr.     | 0-1         | Padova-Legnano | 0-2          | 29 mag.      |

| andata (2ª) | andata (2ª) | Seconda giornata | ritorno (5ª) | ritorno (5ª) |
|             |             |                  |              |              |
| 17 apr.     | 3-0         | Legnano-Mantova  | 0-2          | 19 giu.      |
| 17 apr.     | 2-1         | Torino-Padova    | 1-4          | 5 giu.       |

| andata (3ª) | andata (3ª) | Terza giornata | ritorno (6ª) | ritorno (6ª) |
|             |             |                |              |              |
| 22 mag.     | 4-1         | Torino-Legnano | 2-3          | 12 giu.      |
| 22 mag.     | 4-2         | Mantova-Padova | 1-2          | 12 giu.      |

#### Girone D

##### Classifica finale
|  | Pos. | Squadra          | Pt | G | V | N | P | GF | GS |
|  | ---- | ---------------- | -- | - | - | - | - | -- | -- |
|  | 1.   | Pro Vercelli     | 10 | 6 | 5 | 0 | 1 | 13 | 4  |
|  | 2.   | US Torinese      | 9  | 6 | 4 | 1 | 1 | 14 | 6  |
|  | 3.   | Inter            | 3  | 6 | 1 | 1 | 4 | 8  | 13 |
|  | 4.   | Bentegodi Verona | 2  | 6 | 1 | 0 | 5 | 4  | 16 |

Legenda:
      Qualificato alla semifinale.
Regolamento:
Due punti a vittoria, uno a pareggio, zero a sconfitta.

##### Risultati
| andata (1ª) | andata (1ª) | Prima giornata            | ritorno (4ª) | ritorno (4ª) |
|             |             |                           |              |              |
| 19 giu.     | 0-2         | Inter-Pro Vercelli        | 0-2          | 29 mag.      |
| 10 apr.     | 4-0         | Torinese-Bentegodi Verona | 1-0          | 29 mag.      |

| andata (2ª) | andata (2ª) | Seconda giornata       | ritorno (5ª) | ritorno (5ª) |
|             |             |                        |              |              |
| 17 apr.     | 4-1         | Inter-Bentegodi Verona | 0-2          | 5 giu.       |
| 17 apr.     | 2-0         | Pro Vercelli-Torinese  | 0-3          | 5 giu.       |

| andata (3ª) | andata (3ª) | Terza giornata                | ritorno (6ª) | ritorno (6ª) |
|             |             |                               |              |              |
| 22 mag.     | 0-3         | Bentegodi Verona-Pro Vercelli | 1-4          | 12 giu.      |
| 22 mag.     | 4-4         | Inter-Torinese                | 0-2          | 12 giu.      |

| andata (1ª) | andata (1ª) | Prima giornata            | ritorno (4ª) | ritorno (4ª) |
|             |             |                           |              |              |
| 19 giu.     | 0-2         | Inter-Pro Vercelli        | 0-2          | 29 mag.      |
| 10 apr.     | 4-0         | Torinese-Bentegodi Verona | 1-0          | 29 mag.      |

| andata (2ª) | andata (2ª) | Seconda giornata       | ritorno (5ª) | ritorno (5ª) |
|             |             |                        |              |              |
| 17 apr.     | 4-1         | Inter-Bentegodi Verona | 0-2          | 5 giu.       |
| 17 apr.     | 2-0         | Pro Vercelli-Torinese  | 0-3          | 5 giu.       |

| andata (3ª) | andata (3ª) | Terza giornata                | ritorno (6ª) | ritorno (6ª) |
|             |             |                               |              |              |
| 22 mag.     | 0-3         | Bentegodi Verona-Pro Vercelli | 1-4          | 12 giu.      |
| 22 mag.     | 4-4         | Inter-Torinese                | 0-2          | 12 giu.      |

### Semifinali nord
Il Bologna, abbinato alla vincente di Torino-Legnano, si qualifica automaticamente alla finale settentrionale stante il ritiro delle sue avversarie.
| Arbitro: | Brunetti (Torino) |

|                                        |           |  |
| Rampini II 1’ Gay 38’, 57’ Rosetta 45’ | Marcatori |  |

### Finale nord
| Arbitro: | Vagge (Genova) |

|                               |           |             |
| Ardizzone 56’ Rampini II 128’ | Marcatori | 20’ Alberti |

Verdetti
- Pro Vercelli qualificata alla finalissima.

## Torneo peninsulare

### Gironi regionali di qualificazione

#### Sezione campana

##### Girone A

###### Squadre partecipanti
| Club        | Stagione | Città            | Stadio                                                     | Stagione precedente                                                |
| ----------- | -------- | ---------------- | ---------------------------------------------------------- | ------------------------------------------------------------------ |
| Naples      | dettagli | Napoli           | Poligono di tiro a segno nazionale "Vittorio Emanuele III" | 4º nella sezione campana del torneo centro-meridionale             |
| Puteolana   | dettagli | Pozzuoli         | Campo Armstrong                                            | 2º nelle semifinali interregionali del torneo centro-meridionale A |
| Salernitana | dettagli | Salerno          | Campo di Piazza d'Armi, Campo Armstrong                    | 1º in Promozione Campana A                                         |
| Savoia      | dettagli | Torre Annunziata | Campo Oncino                                               | 3º in Promozione Campana                                           |

###### Classifica finale
|  | Pos. | Squadra     | Pt | G | V | N | P | GF | GS | DR  |
|  | ---- | ----------- | -- | - | - | - | - | -- | -- | --- |
|  | 1.   | Puteolana   | 11 | 6 | 5 | 1 | 0 | 17 | 3  | +14 |
|  | 2.   | Naples      | 8  | 6 | 4 | 0 | 2 | 16 | 7  | +9  |
|  | 3.   | Savoia      | 5  | 6 | 2 | 1 | 3 | 7  | 19 | -12 |
|  | 4.   | Salernitana | 0  | 6 | 0 | 0 | 6 | 0  | 11 | -11 |

Legenda:
      Qualificato al girone finale regionale.
Regolamento:
Due punti a vittoria, uno a pareggio, zero a sconfitta.

###### Risultati
| andata (1ª) | andata (1ª) | Prima giornata     | ritorno (4ª) | ritorno (4ª) |
|             |             |                    |              |              |
| 28 nov.     | 0-1         | Salernitana-Naples | 0-2          | a tav.       |
| 28 nov.     | 1-1         | Savoia-Puteolana   | 0-7          | 9 gen.       |

| andata (2ª) | andata (2ª) | Seconda giornata      | ritorno (5ª) | ritorno (5ª) |
|             |             |                       |              |              |
| 5 dic.      | 4-2         | Naples-Savoia         | 7-0          | 16 gen.      |
| 30 gen.     | 0-2         | Salernitana-Puteolana | 0-2          | 16 gen.      |

| andata (1ª) | andata (1ª) | Prima giornata     | ritorno (4ª) | ritorno (4ª) |
|             |             |                    |              |              |
| 28 nov.     | 0-1         | Salernitana-Naples | 0-2          | a tav.       |
| 28 nov.     | 1-1         | Savoia-Puteolana   | 0-7          | 9 gen.       |

| andata (2ª) | andata (2ª) | Seconda giornata      | ritorno (5ª) | ritorno (5ª) |
|             |             |                       |              |              |
| 5 dic.      | 4-2         | Naples-Savoia         | 7-0          | 16 gen.      |
| 30 gen.     | 0-2         | Salernitana-Puteolana | 0-2          | 16 gen.      |

| \| andata (3ª) \| andata (3ª) \| Terza giornata \| ritorno (6ª) \| ritorno (6ª) \| \| \| \| \| \| \| \| 12 dic. \| 3-1 \| Puteolana-Naples \| 2-1 \| 23 gen. \| \| 12 dic. \| 0-2 \| Salernitana-Savoia \| 0-2 \| 23 gen. \| |             |                    |              |              |
| andata (3ª) | andata (3ª) | Terza giornata     | ritorno (6ª) | ritorno (6ª) |
| |             |                    |              |              |
| 12 dic. | 3-1         | Puteolana-Naples   | 2-1          | 23 gen.      |
| 12 dic. | 0-2         | Salernitana-Savoia | 0-2          | 23 gen.      |

| andata (3ª) | andata (3ª) | Terza giornata     | ritorno (6ª) | ritorno (6ª) |
|             |             |                    |              |              |
| 12 dic.     | 3-1         | Puteolana-Naples   | 2-1          | 23 gen.      |
| 12 dic.     | 0-2         | Salernitana-Savoia | 0-2          | 23 gen.      |

##### Girone B

###### Squadre partecipanti
| Club                  | Stagione | Città          | Stadio                      | Stagione precedente                                                |
| --------------------- | -------- | -------------- | --------------------------- | ------------------------------------------------------------------ |
| Audacia Napoli        | dettagli | Napoli         | -                           | 3º in Promozione Campana B                                         |
| Internazionale Napoli | dettagli | Napoli         | Campo delle Terme di Agnano | 3º nelle semifinali interregionali del torneo centro-meridionale B |
| Pro Napoli            | dettagli | Napoli         | Campo ILVA e Campo Pilastri | 3º nella sezione campana del torneo centro-meridionale             |
| Bagnolese             | dettagli | Bagnoli-Napoli | Campo Ilva                  | Anno sabbatico                                                     |

###### Classifica finale
|  | Pos. | Squadra               | Pt | G | V | N | P | GF | GS | DR  |
|  | ---- | --------------------- | -- | - | - | - | - | -- | -- | --- |
|  | 1.   | Internazionale Napoli | 9  | 6 | 4 | 1 | 1 | 13 | 5  | +8  |
|  | 2.   | Bagnolese             | 9  | 6 | 4 | 1 | 1 | 13 | 6  | +7  |
|  | 3.   | Pro Napoli            | 6  | 6 | 3 | 0 | 3 | 10 | 6  | +4  |
|  | 4.   | Audacia Napoli        | 0  | 6 | 0 | 0 | 6 | 3  | 22 | -19 |

Legenda:
      Qualificato al girone finale regionale.
Regolamento:
Due punti a vittoria, uno a pareggio, zero a sconfitta.

###### Risultati
| andata (1ª) | andata (1ª) | Prima giornata                  | ritorno (4ª) | ritorno (4ª) |
|             |             |                                 |              |              |
| 28 nov.     | 3-1         | Internazionale Napoli-Bagnolese | 1-1          | 9 gen.       |
| 28 nov.     | 3-0         | Pro Napoli-Audacia Napoli       | 4-1          | 9 gen.       |

| andata (2ª) | andata (2ª) | Seconda giornata                     | ritorno (5ª) | ritorno (5ª) |
|             |             |                                      |              |              |
| 19 dic.     | 2-1         | Internazionale Napoli-Audacia Napoli | 6-0          | 16 gen.      |
| 19 dic.     | 2-0         | Bagnolese-Pro Napoli                 | 2-1          | 16 gen.      |

| andata (1ª) | andata (1ª) | Prima giornata                  | ritorno (4ª) | ritorno (4ª) |
|             |             |                                 |              |              |
| 28 nov.     | 3-1         | Internazionale Napoli-Bagnolese | 1-1          | 9 gen.       |
| 28 nov.     | 3-0         | Pro Napoli-Audacia Napoli       | 4-1          | 9 gen.       |

| andata (2ª) | andata (2ª) | Seconda giornata                     | ritorno (5ª) | ritorno (5ª) |
|             |             |                                      |              |              |
| 19 dic.     | 2-1         | Internazionale Napoli-Audacia Napoli | 6-0          | 16 gen.      |
| 19 dic.     | 2-0         | Bagnolese-Pro Napoli                 | 2-1          | 16 gen.      |

| \| andata (3ª) \| andata (3ª) \| Terza giornata \| ritorno (6ª) \| ritorno (6ª) \| \| \| \| \| \| \| \| 12 dic. \| 0-2 \| Internazionale Napoli-Pro Napoli \| 1-0 \| 23 gen. \| \| 12 dic. \| 0-3 \| Audacia Napoli-Bagnolese \| 1-4 \| 23 gen. \| |             |                                  |              |              |
| andata (3ª) | andata (3ª) | Terza giornata                   | ritorno (6ª) | ritorno (6ª) |
| |             |                                  |              |              |
| 12 dic. | 0-2         | Internazionale Napoli-Pro Napoli | 1-0          | 23 gen.      |
| 12 dic. | 0-3         | Audacia Napoli-Bagnolese         | 1-4          | 23 gen.      |

| andata (3ª) | andata (3ª) | Terza giornata                   | ritorno (6ª) | ritorno (6ª) |
|             |             |                                  |              |              |
| 12 dic.     | 0-2         | Internazionale Napoli-Pro Napoli | 1-0          | 23 gen.      |
| 12 dic.     | 0-3         | Audacia Napoli-Bagnolese         | 1-4          | 23 gen.      |

##### Girone finale regionale

###### Classifica finale
|  | Pos. | Squadra               | Pt | G | V | N | P | GF | GS | DR |
|  | ---- | --------------------- | -- | - | - | - | - | -- | -- | -- |
|  | 1.   | Naples                | 7  | 6 | 3 | 1 | 2 | 9  | 7  | +2 |
|  | 2.   | Bagnolese             | 6  | 6 | 3 | 0 | 3 | 7  | 5  | +2 |
|  | 3.   | Internazionale Napoli | 1  | 6 | 0 | 1 | 5 | 2  | 10 | -8 |
|  | 4.   | Puteolana             | 10 | 6 | 5 | 0 | 1 | 11 | 7  | +4 |

Legenda:
      Qualificato ai gironi di semifinale.
Regolamento:
Due punti a vittoria, uno a pareggio, zero a sconfitta.
Note:
La Puteolana fu squalificata e tolta dalla classifica finale.

###### Risultati
| andata (1ª) | andata (1ª) | Prima giornata                  | ritorno (4ª) | ritorno (4ª) |
|             |             |                                 |              |              |
| 6 feb.      | 2-1         | Naples-Bagnolese                | 0-2          | 27 feb.      |
| 6 feb.      | 2-0         | Puteolana-Internazionale Napoli | 3-1          | 27 feb.      |

| andata (2ª) | andata (2ª) | Seconda giornata             | ritorno (5ª) | ritorno (5ª) |
|             |             |                              |              |              |
| 13 feb.     | 0-0         | Naples-Internazionale Napoli | 2-1          | 6 mar.       |
| 13 feb.     | 1-2         | Bagnolese-Puteolana          | 0-1          | 6 mar.       |

| andata (1ª) | andata (1ª) | Prima giornata                  | ritorno (4ª) | ritorno (4ª) |
|             |             |                                 |              |              |
| 6 feb.      | 2-1         | Naples-Bagnolese                | 0-2          | 27 feb.      |
| 6 feb.      | 2-0         | Puteolana-Internazionale Napoli | 3-1          | 27 feb.      |

| andata (2ª) | andata (2ª) | Seconda giornata             | ritorno (5ª) | ritorno (5ª) |
|             |             |                              |              |              |
| 13 feb.     | 0-0         | Naples-Internazionale Napoli | 2-1          | 6 mar.       |
| 13 feb.     | 1-2         | Bagnolese-Puteolana          | 0-1          | 6 mar.       |

| \| andata (3ª) \| andata (3ª) \| Terza giornata \| ritorno (6ª) \| ritorno (6ª) \| \| \| \| \| \| \| \| 20 feb. \| 1-0 \| Bagnolese-Internazionale \| 2-0 \| 23 apr. \| \| 20 feb. \| 3-2 \| Puteolana-Naples[87] \| 0-2 \| 9 apr. \| |             |                          |              |              |
| andata (3ª) | andata (3ª) | Terza giornata           | ritorno (6ª) | ritorno (6ª) |
| |             |                          |              |              |
| 20 feb. | 1-0         | Bagnolese-Internazionale | 2-0          | 23 apr.      |
| 20 feb. | 3-2         | Puteolana-Naples         | 0-2          | 9 apr.       |

| andata (3ª) | andata (3ª) | Terza giornata           | ritorno (6ª) | ritorno (6ª) |
|             |             |                          |              |              |
| 20 feb.     | 1-0         | Bagnolese-Internazionale | 2-0          | 23 apr.      |
| 20 feb.     | 3-2         | Puteolana-Naples         | 0-2          | 9 apr.       |

#### Sezione laziale

##### Squadre partecipanti
| Club           | Stagione | Città | Stadio                     | Stagione precedente                                                |
| -------------- | -------- | ----- | -------------------------- | ------------------------------------------------------------------ |
| Audace Roma    | dettagli | Roma  | -                          | 2º nelle semifinali interregionali del torneo centro-meridionale B |
| Roman          | dettagli | Roma  | Campo di Due Pini          | 7º nella sezione laziale del torneo centro-meridionale, riammesso  |
| Fortitudo      | dettagli | Roma  | Campo "Madonna del Riposo" | Perdente finale centro-sud                                         |
| Juventus Audax | dettagli | Roma  | Campo della Farnesina      | 4º nella sezione laziale del torneo centro-meridionale             |
| Lazio          | dettagli | Roma  | Stadio della Rondinella    | 3º nella sezione laziale del torneo centro-meridionale             |
| Pro Roma       | dettagli | Roma  | Campo Piramide             | 6º nella sezione laziale del torneo centro-meridionale             |
| US Romana      | dettagli | Roma  | Campo dell'Olmo            | 5º nella sezione laziale del torneo centro-meridionale             |
| Vittoria Roma  | dettagli | Roma  | Trastevere Stadium         | 1º in Promozione Laziale, promosso                                 |

##### Classifica finale
|  | Pos. | Squadra        | Pt | G  | V  | N | P  | GF | GS | DR  |
|  | ---- | -------------- | -- | -- | -- | - | -- | -- | -- | --- |
|  | 1.   | Fortitudo      | 27 | 14 | 13 | 1 | 0  | 58 | 8  | +50 |
|  | 2.   | Lazio          | 22 | 14 | 10 | 2 | 2  | 45 | 12 | +33 |
|  | 3.   | Juventus Audax | 17 | 14 | 8  | 1 | 5  | 41 | 18 | +23 |
|  | 4.   | Pro Roma       | 14 | 14 | 6  | 2 | 6  | 25 | 37 | -12 |
|  | 5.   | Audace Roma    | 11 | 14 | 5  | 1 | 8  | 30 | 34 | -4  |
|  | 6.   | US Romana      | 10 | 14 | 5  | 0 | 9  | 23 | 35 | -12 |
|  | 7.   | Vittoria Roma  | 7  | 14 | 2  | 3 | 9  | 12 | 44 | -32 |
|  | 8.   | Roman          | 4  | 14 | 1  | 2 | 11 | 13 | 59 | -46 |

Legenda:
      Qualificato ai gironi di semifinale.
Regolamento:
Due punti a vittoria, uno a pareggio, zero a sconfitta.

##### Risultati

###### Tabellone
|                | AUD  | FOR  | JUA  | LAZ  | PRO  | ROM  | USR  | VIT  |
| -------------- | ---- | ---- | ---- | ---- | ---- | ---- | ---- | ---- |
| Audace Roma    | –––– | 1-4  | 1-2  | 0-9  | 1-2  | 3-0  | 4-0  | 5-0  |
| Fortitudo      | 6-3  | –––– | 3-0  | 1-1  | 4-2  | 11-0 | 4-0  | 4-0  |
| Juventus Audax | 2-2  | 1-3  | –––– | 3-0  | 8-1  | 9-0  | 6-2  | 1-2  |
| Lazio          | 2-0  | 0-1  | 2-0  | –––– | 4-0  | 6-0  | 2-1  | 6-1  |
| Pro Roma       | 4-1  | 0-6  | 1-0  | 2-5  | –––– | 4-0  | 1-2  | 2-1  |
| Roman          | 1-6  | 0-1  | 1-2  | 1-5  | 3-3  | –––– | 1-2  | 1-1  |
| US Romana      | 0-2  | 0-5  | 0-5  | 1-2  | 1-2  | 3-1  | –––– | 6-0  |
| Vittoria Roma  | 2-1  | 0-5  | 0-2  | 1-1  | 1-1  | 3-4  | 0-5  | –––– |

###### Calendario
| andata (1ª) | andata (1ª) | Prima giornata           | ritorno (8ª) | ritorno (8ª) |
|             |             |                          |              |              |
| 28 nov.     | 3-0         | Fortitudo-Juventus Audax | 3-1          | 27 feb.      |
| 28 nov.     | 4-0         | Lazio-Pro Roma           | 5-2          | 27 feb.      |
| 28 nov.     | 3-0         | Audace Roma-US Romana    | 2-0          | 27 feb.      |
| 28 nov.     | 3-4         | Vittoria Roma-Roman      | 1-1          | 27 feb.      |

| andata (2ª) | andata (2ª) | Seconda giornata        | ritorno (9ª) | ritorno (9ª) |
|             |             |                         |              |              |
| 5 dic.      | 2-0         | Lazio-Juventus Audax    | 0-3          | 6 mar.       |
| 5 dic.      | 0-6         | Pro Roma-Fortitudo      | 2-4          | 6 mar.       |
| 5 dic.      | 3-4         | Vittoria Roma-US Romana | 0-6          | 6 mar.       |
| 5 dic.      | 1-6         | Roman-Audace Roma       | 0-3          | 6 mar.       |

| andata (3ª) | andata (3ª) | Terza giornata            | ritorno (10ª) | ritorno (10ª) |
|             |             |                           |               |               |
| 12 dic.     | 5-0         | Audace Roma-Vittoria Roma | 1-2           | 13 mar.       |
| 6 feb.      | 0-1         | Lazio-Fortitudo           | 1-1           | 13 mar.       |
| 20 feb.     | 1-0         | Pro Roma-Juventus Audax   | 1-8           | 13 mar.       |
| 20 feb.     | 3-1         | US Romana-Roman           | 2-1           | 13 mar.       |

| andata (4ª) | andata (4ª) | Quarta giornata              | ritorno (11ª) | ritorno (11ª) |
|             |             |                              |               |               |
| 19 dic.     | 2-1         | Lazio-US Romana              | 2-1           | 20 mar.       |
| 19 dic.     | 1-2         | Juventus Audax-Vittoria Roma | 2-0           | 20 mar.       |
| 19 dic.     | 4-1         | Pro Roma-Audace Roma         | 2-1           | 20 mar.       |
| 19 dic.     | 11-0        | Fortitudo-Roman              | 1-0           | 20 mar.       |

| andata (5ª) | andata (5ª) | Quinta giornata            | ritorno (12ª) | ritorno (12ª) |
|             |             |                            |               |               |
| 9 gen.      | 4-0         | Fortitudo-US Romana        | 5-0           | 2 apr.        |
| 9 gen.      | 2-1         | Pro Roma-Vittoria Roma     | 1-1           | 2 apr.        |
| 9 gen.      | 6-0         | Lazio-Roman                | 5-1           | 2 apr.        |
| 9 gen.      | 2-2         | Juventus Audax-Audace Roma | 2-1           | 2 apr.        |

| andata (6ª) | andata (6ª) | Sesta giornata           | ritorno (13ª) | ritorno (13ª) |
|             |             |                          |               |               |
| 16 gen.     | 4-0         | Pro Roma-Roman           | 3-3           | 10 apr.       |
| 16 gen.     | 6-1         | Lazio-Vittoria Roma      | 1-1           | 10 apr.       |
| 16 gen.     | 6-3         | Fortitudo-Audace Roma    | 4-1           | 10 apr.       |
| 13 feb.     | 6-2         | Juventus Audax-US Romana | 5-0           | 10 apr.       |

| andata (7ª) | andata (7ª) | Settima giornata        | ritorno (14ª) | ritorno (14ª) |
|             |             |                         |               |               |
| 23 gen.     | 4-0         | Fortitudo-Vittoria Roma | 5-0           | 17 apr.       |
| 23 gen.     | 2-0         | Lazio-Audace Roma       | 9-0           | 17 apr.       |
| 23 gen.     | 9-0         | Juventus Audax-Roman    | 2-1           | 17 apr.       |
| 23 gen.     | 1-2         | Pro Roma-US Romana      | 2-1           | 17 apr.       |

| andata (1ª) | andata (1ª) | Prima giornata           | ritorno (8ª) | ritorno (8ª) |
|             |             |                          |              |              |
| 28 nov.     | 3-0         | Fortitudo-Juventus Audax | 3-1          | 27 feb.      |
| 28 nov.     | 4-0         | Lazio-Pro Roma           | 5-2          | 27 feb.      |
| 28 nov.     | 3-0         | Audace Roma-US Romana    | 2-0          | 27 feb.      |
| 28 nov.     | 3-4         | Vittoria Roma-Roman      | 1-1          | 27 feb.      |

| andata (2ª) | andata (2ª) | Seconda giornata        | ritorno (9ª) | ritorno (9ª) |
|             |             |                         |              |              |
| 5 dic.      | 2-0         | Lazio-Juventus Audax    | 0-3          | 6 mar.       |
| 5 dic.      | 0-6         | Pro Roma-Fortitudo      | 2-4          | 6 mar.       |
| 5 dic.      | 3-4         | Vittoria Roma-US Romana | 0-6          | 6 mar.       |
| 5 dic.      | 1-6         | Roman-Audace Roma       | 0-3          | 6 mar.       |

| andata (3ª) | andata (3ª) | Terza giornata            | ritorno (10ª) | ritorno (10ª) |
|             |             |                           |               |               |
| 12 dic.     | 5-0         | Audace Roma-Vittoria Roma | 1-2           | 13 mar.       |
| 6 feb.      | 0-1         | Lazio-Fortitudo           | 1-1           | 13 mar.       |
| 20 feb.     | 1-0         | Pro Roma-Juventus Audax   | 1-8           | 13 mar.       |
| 20 feb.     | 3-1         | US Romana-Roman           | 2-1           | 13 mar.       |

| andata (4ª) | andata (4ª) | Quarta giornata              | ritorno (11ª) | ritorno (11ª) |
|             |             |                              |               |               |
| 19 dic.     | 2-1         | Lazio-US Romana              | 2-1           | 20 mar.       |
| 19 dic.     | 1-2         | Juventus Audax-Vittoria Roma | 2-0           | 20 mar.       |
| 19 dic.     | 4-1         | Pro Roma-Audace Roma         | 2-1           | 20 mar.       |
| 19 dic.     | 11-0        | Fortitudo-Roman              | 1-0           | 20 mar.       |

| andata (5ª) | andata (5ª) | Quinta giornata            | ritorno (12ª) | ritorno (12ª) |
|             |             |                            |               |               |
| 9 gen.      | 4-0         | Fortitudo-US Romana        | 5-0           | 2 apr.        |
| 9 gen.      | 2-1         | Pro Roma-Vittoria Roma     | 1-1           | 2 apr.        |
| 9 gen.      | 6-0         | Lazio-Roman                | 5-1           | 2 apr.        |
| 9 gen.      | 2-2         | Juventus Audax-Audace Roma | 2-1           | 2 apr.        |

| andata (6ª) | andata (6ª) | Sesta giornata           | ritorno (13ª) | ritorno (13ª) |
|             |             |                          |               |               |
| 16 gen.     | 4-0         | Pro Roma-Roman           | 3-3           | 10 apr.       |
| 16 gen.     | 6-1         | Lazio-Vittoria Roma      | 1-1           | 10 apr.       |
| 16 gen.     | 6-3         | Fortitudo-Audace Roma    | 4-1           | 10 apr.       |
| 13 feb.     | 6-2         | Juventus Audax-US Romana | 5-0           | 10 apr.       |

| andata (7ª) | andata (7ª) | Settima giornata        | ritorno (14ª) | ritorno (14ª) |
|             |             |                         |               |               |
| 23 gen.     | 4-0         | Fortitudo-Vittoria Roma | 5-0           | 17 apr.       |
| 23 gen.     | 2-0         | Lazio-Audace Roma       | 9-0           | 17 apr.       |
| 23 gen.     | 9-0         | Juventus Audax-Roman    | 2-1           | 17 apr.       |
| 23 gen.     | 1-2         | Pro Roma-US Romana      | 2-1           | 17 apr.       |

#### Sezione toscana

##### Squadre partecipanti
| Club             | Stagione | Città     | Stadio                                 | Stagione precedente                                                |
| ---------------- | -------- | --------- | -------------------------------------- | ------------------------------------------------------------------ |
| CS Firenze       | dettagli | Firenze   | Velodromo delle Cascine                | 5º nella sezione toscana del torneo centro-meridionale             |
| Gerbi Pisa       | dettagli | Pisa      | Campo dell'Abetone                     | 4º nella sezione toscana del torneo centro-meridionale             |
| Libertas Firenze | dettagli | Firenze   | Campo di via Bellini                   | 3º nella sezione toscana del torneo centro-meridionale             |
| Livorno          | dettagli | Livorno   | Campo di Villa Chayes                  | Perdente finalissima                                               |
| Lucchese         | dettagli | Lucca     | Campo di Marte                         | 2º in Promozione Toscana                                           |
| Pisa             | dettagli | Pisa      | Arena Garibaldi                        | 2º nelle semifinali interregionali del torneo centro-meridionale A |
| Prato            | dettagli | Prato     | Campo dei Macelli Campo di via Strozzi | 6º nella sezione toscana del torneo centro-meridionale             |
| Viareggio        | dettagli | Viareggio | Campo di villa Rigutti                 | 1º in Promozione Toscana                                           |

##### Classifica finale
|  | Pos. | Squadra          | Pt | G  | V  | N | P  | GF | GS | DR  |
|  | ---- | ---------------- | -- | -- | -- | - | -- | -- | -- | --- |
|  | 1.   | Pisa             | 25 | 14 | 12 | 1 | 1  | 40 | 11 | +29 |
|  | 2.   | Livorno          | 24 | 14 | 11 | 2 | 1  | 50 | 11 | +39 |
|  | 3.   | Lucchese         | 18 | 14 | 8  | 2 | 4  | 31 | 20 | +11 |
|  | 4.   | Prato            | 14 | 14 | 7  | 0 | 7  | 21 | 22 | -1  |
|  | 5.   | CS Firenze       | 11 | 14 | 4  | 3 | 7  | 16 | 26 | -10 |
|  | 6.   | Libertas Firenze | 10 | 14 | 4  | 2 | 8  | 19 | 20 | -1  |
|  | 7.   | Viareggio        | 5  | 14 | 1  | 3 | 10 | 21 | 48 | -27 |
|  | 8.   | Gerbi Pisa       | 5  | 14 | 1  | 3 | 10 | 10 | 50 | -40 |

Legenda:
      Qualificato ai gironi di semifinale.
Regolamento:
Due punti a vittoria, uno a pareggio, zero a sconfitta.

##### Risultati

###### Tabellone
|                  | CSF  | GIO  | LIB  | LIV  | LUC  | PIS  | PRA  | VIA  |
| ---------------- | ---- | ---- | ---- | ---- | ---- | ---- | ---- | ---- |
| CS Firenze       | –––– | 1-1  | 1-0  | 0-5  | 2-0  | 1-5  | 0-2  | 4-2  |
| Gerbi Pisa       | 0-3  | –––– | 3-0  | 0-5  | 2-2  | 1-4  | 1-2  | 1-1  |
| Libertas Firenze | 0-0  | 8-0  | –––– | 2-4  | 0-1  | 2-4  | 2-0  | 0-0  |
| Livorno          | 3-0  | 11-0 | 3-0  | –––– | 2-2  | 0-0  | 2-0  | 7-2  |
| Lucchese         | 2-0  | 3-0  | 1-0  | 0-3  | –––– | 2-5  | 3-2  | 11-1 |
| Pisa             | 3-2  | 4-0  | 2-0  | 3-0  | 3-0  | –––– | 2-0  | 2-0  |
| Prato            | 1-0  | 3-0  | 0-2  | 0-1  | 0-2  | 2-1  | –––– | 5-3  |
| Viareggio        | 2-2  | 3-1  | 1-3  | 2-4  | 0-2  | 1-2  | 3-4  | –––– |

###### Calendario
| andata (1ª) | andata (1ª) | Prima giornata       | ritorno (8ª) | ritorno (8ª) |
|             |             |                      |              |              |
| 21 nov.     | 1-0         | Lucchese-Libertas    | 1-0          | 23 gen.      |
| 21 nov.     | 2-0         | Livorno-Prato        | 1-0          | 23 gen.      |
| 21 nov.     | 3-1         | Viareggio-Gerbi Pisa | 1-1          | 23 gen.      |
| 21 nov.     | 3-2         | Pisa-CS Firenze      | 5-1          | 23 gen.      |

| andata (2ª) | andata (2ª) | Seconda giornata      | ritorno (9ª) | ritorno (9ª) |
|             |             |                       |              |              |
| 3 apr.      | 0-3         | Gerbi Pisa-CS Firenze | 1-1          | 22 mag.      |
| 28 nov.     | 0-0         | Livorno-Pisa          | 0-3          | 30 gen.      |
| 28 nov.     | 0-2         | Prato-Lucchese        | 2-3          | 30 gen.      |
| 20 mar.     | 1-3         | Viareggio-Libertas    | 0-0          | 10 apr.      |

| andata (3ª) | andata (3ª) | Terza giornata     | ritorno (10ª) | ritorno (10ª) |
|             |             |                    |               |               |
| 5 dic.      | 0-5         | CS Firenze-Livorno | 0-3           | 6 feb.        |
| 5 dic.      | 0-2         | Viareggio-Lucchese | 1-11          | 6 feb.        |
| 10 apr.     | 3-0         | Prato-Gerbi Pisa   | 2-1           | 6 feb.        |
| 3 apr.      | 2-0         | Pisa-Libertas      | 4-2           | 6 feb.        |

| andata (4ª) | andata (4ª) | Quarta giornata      | ritorno (11ª) | ritorno (11ª) |
|             |             |                      |               |               |
| 12 dic.     | 2-2         | Gerbi Pisa-Lucchese  | 0-3           | 13 feb.       |
| 12 dic.     | 2-1         | Prato-Pisa           | 0-2           | 13 feb.       |
| 12 dic.     | 3-0         | Livorno-Libertas     | 4-2           | 13 feb.       |
| 12 dic.     | 4-2         | CS Firenze-Viareggio | 2-2           | 13 feb.       |

| andata (5ª) | andata (5ª) | Quinta giornata     | ritorno (12ª) | ritorno (12ª) |
|             |             |                     |               |               |
| 19 dic.     | 0-2         | Prato-Libertas      | 0-2           | 20 feb.       |
| 19 dic.     | 2-0         | Lucchese-CS Firenze | 0-2           | 10 apr.       |
| 19 dic.     | 2-0         | Pisa-Viareggio      | 2-1           | 20 feb.       |
| 19 dic.     | 11-0        | Livorno-Gerbi Pisa  | 5-0           | 20 feb.       |

| andata (6ª) | andata (6ª) | Sesta giornata      | ritorno (13ª) | ritorno (13ª) |
|             |             |                     |               |               |
| 9 gen.      | 4-0         | Pisa-Gerbi Pisa     | 4-1           | 27 feb.       |
| 9 gen.      | 2-2         | Livorno-Lucchese    | 3-0           | 27 feb.       |
| 9 gen.      | 1-0         | CS Firenze-Libertas | 0-0           | 27 feb.       |
| 9 gen.      | 5-3         | Prato-Viareggio     | 4-3           | 3 apr.        |

| andata (7ª) | andata (7ª) | Settima giornata    | ritorno (14ª) | ritorno (14ª) |
|             |             |                     |               |               |
| 16 gen.     | 2-5         | Lucchese-Pisa       | 0-3           | 6 mar.        |
| 16 gen.     | 2-4         | Viareggio-Livorno   | 2-7           | 6 mar.        |
| 20 mar.     | 0-2         | CS Firenze-Prato    | 0-1           | 13 mar.       |
| 17 apr.     | 3-0         | Gerbi Pisa-Libertas | 0-8           | 13 mar.       |

| andata (1ª) | andata (1ª) | Prima giornata       | ritorno (8ª) | ritorno (8ª) |
|             |             |                      |              |              |
| 21 nov.     | 1-0         | Lucchese-Libertas    | 1-0          | 23 gen.      |
| 21 nov.     | 2-0         | Livorno-Prato        | 1-0          | 23 gen.      |
| 21 nov.     | 3-1         | Viareggio-Gerbi Pisa | 1-1          | 23 gen.      |
| 21 nov.     | 3-2         | Pisa-CS Firenze      | 5-1          | 23 gen.      |

| andata (2ª) | andata (2ª) | Seconda giornata      | ritorno (9ª) | ritorno (9ª) |
|             |             |                       |              |              |
| 3 apr.      | 0-3         | Gerbi Pisa-CS Firenze | 1-1          | 22 mag.      |
| 28 nov.     | 0-0         | Livorno-Pisa          | 0-3          | 30 gen.      |
| 28 nov.     | 0-2         | Prato-Lucchese        | 2-3          | 30 gen.      |
| 20 mar.     | 1-3         | Viareggio-Libertas    | 0-0          | 10 apr.      |

| andata (3ª) | andata (3ª) | Terza giornata     | ritorno (10ª) | ritorno (10ª) |
|             |             |                    |               |               |
| 5 dic.      | 0-5         | CS Firenze-Livorno | 0-3           | 6 feb.        |
| 5 dic.      | 0-2         | Viareggio-Lucchese | 1-11          | 6 feb.        |
| 10 apr.     | 3-0         | Prato-Gerbi Pisa   | 2-1           | 6 feb.        |
| 3 apr.      | 2-0         | Pisa-Libertas      | 4-2           | 6 feb.        |

| andata (4ª) | andata (4ª) | Quarta giornata      | ritorno (11ª) | ritorno (11ª) |
|             |             |                      |               |               |
| 12 dic.     | 2-2         | Gerbi Pisa-Lucchese  | 0-3           | 13 feb.       |
| 12 dic.     | 2-1         | Prato-Pisa           | 0-2           | 13 feb.       |
| 12 dic.     | 3-0         | Livorno-Libertas     | 4-2           | 13 feb.       |
| 12 dic.     | 4-2         | CS Firenze-Viareggio | 2-2           | 13 feb.       |

| andata (5ª) | andata (5ª) | Quinta giornata     | ritorno (12ª) | ritorno (12ª) |
|             |             |                     |               |               |
| 19 dic.     | 0-2         | Prato-Libertas      | 0-2           | 20 feb.       |
| 19 dic.     | 2-0         | Lucchese-CS Firenze | 0-2           | 10 apr.       |
| 19 dic.     | 2-0         | Pisa-Viareggio      | 2-1           | 20 feb.       |
| 19 dic.     | 11-0        | Livorno-Gerbi Pisa  | 5-0           | 20 feb.       |

| andata (6ª) | andata (6ª) | Sesta giornata      | ritorno (13ª) | ritorno (13ª) |
|             |             |                     |               |               |
| 9 gen.      | 4-0         | Pisa-Gerbi Pisa     | 4-1           | 27 feb.       |
| 9 gen.      | 2-2         | Livorno-Lucchese    | 3-0           | 27 feb.       |
| 9 gen.      | 1-0         | CS Firenze-Libertas | 0-0           | 27 feb.       |
| 9 gen.      | 5-3         | Prato-Viareggio     | 4-3           | 3 apr.        |

| andata (7ª) | andata (7ª) | Settima giornata    | ritorno (14ª) | ritorno (14ª) |
|             |             |                     |               |               |
| 16 gen.     | 2-5         | Lucchese-Pisa       | 0-3           | 6 mar.        |
| 16 gen.     | 2-4         | Viareggio-Livorno   | 2-7           | 6 mar.        |
| 20 mar.     | 0-2         | CS Firenze-Prato    | 0-1           | 13 mar.       |
| 17 apr.     | 3-0         | Gerbi Pisa-Libertas | 0-8           | 13 mar.       |

##### Spareggio retrocessione
|           | Risultati |            | Luogo e data             |
| --------- | --------- | ---------- | ------------------------ |
| Viareggio | 3-1       | Gerbi Pisa | Lucca, 25 settembre 1921 |
|           |           |            |                          |

### Semifinali interregionali

#### Girone A

##### Classifica finale
|  | Pos. | Squadra | Pt | G | V | N | P | GF | GS | DR |
|  | ---- | ------- | -- | - | - | - | - | -- | -- | -- |
|  | 1.   | Livorno | 8  | 4 | 4 | 0 | 0 | 13 | 4  | +9 |
|  | 2.   | Naples  | 3  | 4 | 1 | 1 | 2 | 11 | 13 | -2 |
|  | 3.   | Lazio   | 1  | 4 | 0 | 1 | 3 | 7  | 14 | -7 |

Legenda:
      Qualificato alla finale del torneo peninsulare.
Regolamento:
Due punti a vittoria, uno a pareggio, zero a sconfitta.

##### Risultati
| andata (1ª) | andata (1ª) | Prima giornata | ritorno (4ª) | ritorno (4ª) |
|             |             |                |              |              |
| 22 mag.     | 1-2         | Lazio-Livorno  | 0-4          | 12 giu.      |

| andata (2ª) | andata (2ª) | Seconda giornata | ritorno (5ª) | ritorno (5ª) |
|             |             |                  |              |              |
| 29 mag.     | 5-2         | Livorno-Naples   | 2-1          | 19 giu.      |

| andata (1ª) | andata (1ª) | Prima giornata | ritorno (4ª) | ritorno (4ª) |
|             |             |                |              |              |
| 22 mag.     | 1-2         | Lazio-Livorno  | 0-4          | 12 giu.      |

| andata (2ª) | andata (2ª) | Seconda giornata | ritorno (5ª) | ritorno (5ª) |
|             |             |                  |              |              |
| 29 mag.     | 5-2         | Livorno-Naples   | 2-1          | 19 giu.      |

| \| andata (3ª) \| andata (3ª) \| Terza giornata \| ritorno (6ª) \| ritorno (6ª) \| \| \| \| \| \| \| \| 5 giu. \| 4-2 \| Naples-Lazio \| 4-4 \| 26 giu. \| |             |                |              |              |
| andata (3ª) | andata (3ª) | Terza giornata | ritorno (6ª) | ritorno (6ª) |
| |             |                |              |              |
| 5 giu. | 4-2         | Naples-Lazio   | 4-4          | 26 giu.      |

| andata (3ª) | andata (3ª) | Terza giornata | ritorno (6ª) | ritorno (6ª) |
|             |             |                |              |              |
| 5 giu.      | 4-2         | Naples-Lazio   | 4-4          | 26 giu.      |

#### Girone B

##### Classifica finale
|  | Pos. | Squadra   | Pt | G | V | N | P | GF | GS | DR  |
|  | ---- | --------- | -- | - | - | - | - | -- | -- | --- |
|  | 1.   | Pisa      | 7  | 4 | 3 | 1 | 0 | 13 | 2  | +11 |
|  | 2.   | Fortitudo | 5  | 4 | 2 | 1 | 1 | 11 | 3  | +8  |
|  | 3.   | Bagnolese | 0  | 4 | 0 | 0 | 4 | 2  | 21 | -19 |

Legenda:
      Qualificato alla finale del torneo peninsulare.
Regolamento:
Due punti a vittoria, uno a pareggio, zero a sconfitta.

##### Risultati
| andata (1ª) | andata (1ª) | Prima giornata | ritorno (4ª) | ritorno (4ª) |
|             |             |                |              |              |
| 22 mag.     | 0-0         | Pisa-Fortitudo | 2-1          | 12 giu.      |

| andata (2ª) | andata (2ª) | Seconda giornata | ritorno (5ª) | ritorno (5ª) |
|             |             |                  |              |              |
| 29 mag.     | 0-3         | Bagnolese-Pisa   | 1-8          | 19 giu.      |

| andata (1ª) | andata (1ª) | Prima giornata | ritorno (4ª) | ritorno (4ª) |
|             |             |                |              |              |
| 22 mag.     | 0-0         | Pisa-Fortitudo | 2-1          | 12 giu.      |

| andata (2ª) | andata (2ª) | Seconda giornata | ritorno (5ª) | ritorno (5ª) |
|             |             |                  |              |              |
| 29 mag.     | 0-3         | Bagnolese-Pisa   | 1-8          | 19 giu.      |

| \| andata (3ª) \| andata (3ª) \| Terza giornata \| ritorno (6ª) \| ritorno (6ª) \| \| \| \| \| \| \| \| 5 giu. \| 7-0 \| Fortitudo-Bagnolese \| 3-1 \| 26 giu. \| |             |                     |              |              |
| andata (3ª) | andata (3ª) | Terza giornata      | ritorno (6ª) | ritorno (6ª) |
| |             |                     |              |              |
| 5 giu. | 7-0         | Fortitudo-Bagnolese | 3-1          | 26 giu.      |

| andata (3ª) | andata (3ª) | Terza giornata      | ritorno (6ª) | ritorno (6ª) |
|             |             |                     |              |              |
| 5 giu.      | 7-0         | Fortitudo-Bagnolese | 3-1          | 26 giu.      |

### Finale centro-meridionale
| Arbitro: | Venegoni (Legnano) |

|                |           |  |
| Tornabuoni 47’ | Marcatori |  |

Verdetti
- Pisa qualificato alla finalissima.

## Finalissima
| Arbitro: | Olivari (Genova) |

|                       |           |                   |
| Ceria 39’ Rampini 63’ | Marcatori | 47’ (rig.) Sbrana |

Verdetto
| Pro Vercelli campione d'Italia 1920-1921 |

### Squadra campione
- Mario Curti
- Virginio Rosetta
- Piero Bossola (IV)
- Guido Ara
- Giuseppe Parodi
- Antonio Perino
- Ugo Ceria
- Mario Ardissone (II)
- Arturo Gay (I)
- Alessandro Rampini (II)
- Francesco Borello
- Allenatore: Guido Ara

## La spaccatura della Federazione
Nel fine settimana del 23-24 luglio 1921 si svolse a Torino l'assemblea federale, in concomitanza con la finalissima tra Pro Vercelli e Pisa (svoltasi sempre nel capoluogo piemontese domenica 24). Il futuro allenatore della Nazionale, Vittorio Pozzo, si fece interprete dell'insoddisfazione delle grandi società e presentò un suo progetto per una drastica riforma del campionato che avrebbe ridotto le partecipanti da 72 a 24. La discussione nell'assemblea fu molto accesa, e anche questa volta, come accaduto molto spesso in passato, furono le piccole squadre che, temendo per le loro sorti, fecero valere il loro peso numerico, e così il Progetto Pozzo fu respinto. Diverse società minori dichiararono di aver respinto la riforma non perché fossero contrarie alla riduzione delle squadre partecipanti ma per i criteri con cui fu effettuata la scelta delle 24, da cui erano state escluse peraltro due semifinaliste nazionali della stagione appena trascorsa (Bentegodi e US Torinese) in favore di squadre eliminate nella fase regionale ma di maggior blasone o anzianità. Nella seconda giornata di assemblea il presidente uscente della FIGC, Luigi Bozino, tentò di mediare proponendo la riduzione del campionato a 36 squadre (da ridursi ulteriormente a 24 dopo una stagione di transizione), ma le grandi società sostenitrici del progetto Pozzo furono intransigenti e respinsero la proposta preparandosi allo scisma.
Nel giro di poco tempo, tra il 27 e il 28 agosto, le ventiquattro maggiori squadre del campionato secessionarono in massa dalla FIGC dando vita privatamente alla Confederazione Calcistica Italiana, che rifiutò ulteriori richieste di rientrare in seno alla FIGC e organizzò un torneo strutturato sul modello presentato da colui che condurrà l'Italia alla doppia vittoria mondiale. A questo campionato, vista la genesi della scissione e al rango delle squadre del Nord, ci si riferirà spesso, già all'epoca dei fatti, come "torneo delle 24", ma di fatto, oltre alle 24 squadre della Lega Nord, divise in due gironi, parteciparono anche 32 squadre della Lega Sud, divise in cinque gironi su base regionale. Inoltre molte altre squadre minori aderirono alla C.C.I. andando a costituire una vera e propria seconda serie della C.C.I. denominata Seconda Divisione.